# Coțofană
Coțofana sau țarca (Pica pica) este o specie de păsări din familia Corvidae. Este răspândită în Eurasia, Africa de Nord și America de Nord. Locul unde poate fi întâlnită cel mai frecvent este Europa. Datorita penajului său caracteristic, alb cu negru, este ușor recunoscută chiar de cei care nu sunt foarte buni cunoscători de păsări. În mitologia germană, coțofana era solul zeilor, sau era considerată zeița morții „Hel”, iar în alte culturi europene fiind considerată pasărea care este solul ce aduce nenoroc. Din cauza faptului că fură mai ales lucrurile care lucesc era temută, fiind considerată în evul mediu pasărea vrăjitoarelor sau a celor certați cu legea. În Asia, în contrast cu Europa, era considerată aducătoare de noroc și amerindienii o considerau un duh, prieten al oamenilor. Cunoscută și sub numele de țarcă (regional pe valea Prutului în ținutul Hotinului).

## Taxonomie
Corvus pica Linnaeus, 1758, Upsala, Suedia.
Afinitățile sunt neclare și puțin cunoscute; diferite studii și analize filogenetice au ajuns la concluzii foarte diferite și uneori contradictorii privind delimitarea speciilor și subspeciilor, unele pledând pentru numeroase scindări, altele sugerând că toți taxonii din genul Pica trebuie considerați ca parte a unei singure specii; sunt necesare mult mai multe cercetări, inclusiv o testare genetică mai extensivă a taxonilor. Specia prezentă a fost considerată până nu demult ca fiind conspecifică cu Pica mauritanica; și este probabil conspecifică cu coțofenele din Lumea Nouă Pica hudsonia și Pica nutalli. Subspecia camtschatica (cu mai mult alb pe aripa și un luciu verde mai intens) din nord-estul Siberiei este ușor de distins, iar bottanensis din regiunea tibetană diferă cu mult de subspeciile vecine, dar se presupune că intergradează cu anderssoni în nordul arealului său. Există multe populații intermediare (intergrade), complicând clasificările taxonomice (de ex., subspecia anderssoni este probabil o serie intermediară de populații).

### Subspecii și distribuție

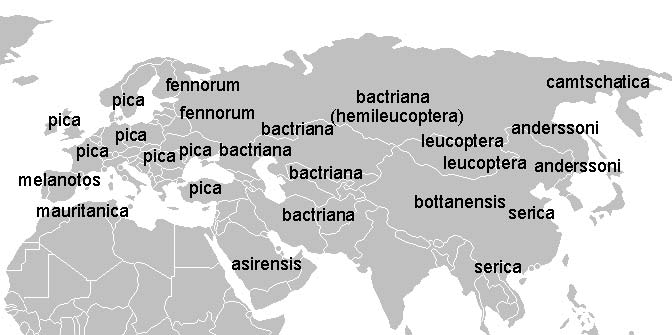
Distribuția subspeciilor după Handbook of the Birds of the World Alive și parțial după Sang-im Lee.

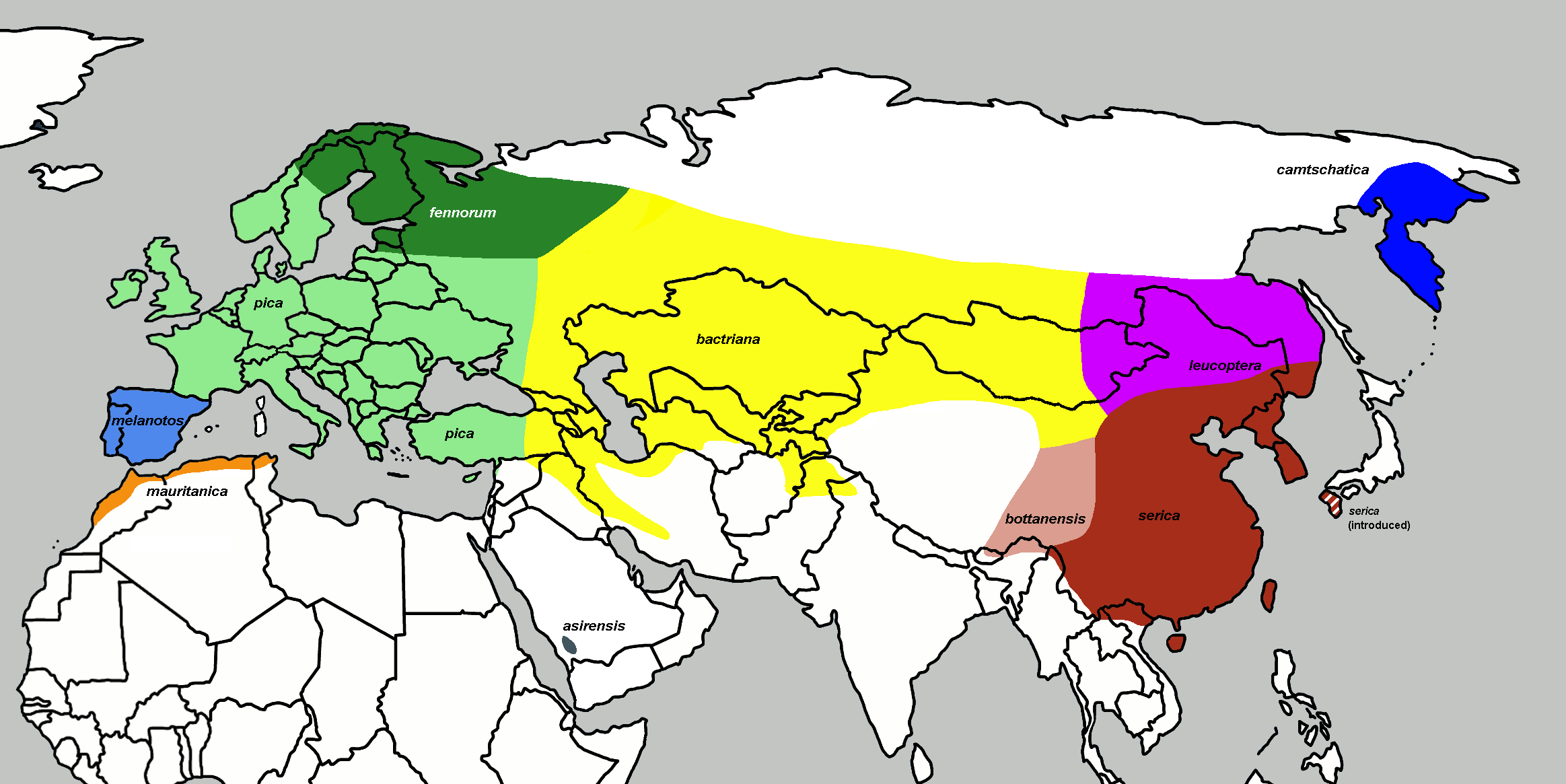
O variantă mai veche a distribuției subspeciilor:
leucoptera
melanotos
pica
fennorum
asirensis
bactriana
hemileucoptera
serica
bottanensis
camtschatica
mauritanica

Au fost descrise circa 23 specii. Nouă subspecii sunt recunoscute în prezent.
- Pica pica pica (Linnaeus, 1758) - subspecia nominată,  din Insulele Britanice și sudul Scandinaviei spre est până în estul Europei (inclusiv în România, Republica Moldova, Ucraina), spre sud până la Marea Mediterană, inclusiv și în majoritatea insulelor ei. Subspeciile galliae (din Franța) și germanica (din Germania) sunt incluse în subspecia nominată.

- Pica pica fennorum Lönnberg, 1927 - din nordul Scandinaviei, Finlanda și nord-estul regiunii Baltice spre est până în vestul Siberiei.

- Pica pica melanotos A. E. Brehm, 1857 - în Peninsula Iberică.

- Pica pica bactriana Bonaparte, 1850 - în Siberia la est până la lacul Baikal, la sud până în Caucaz, Irak, Iran, Asia Centrală și Pakistan. Subspeciile kot (din estul Ucrainei), laubmanni (din Kelat, Pakistan) și hemileucoptera (din centrul Siberiei) sunt incluse în subspecia bactriana.

- Pica pica leucoptera Gould, 1862 - în sudul Transbaikaliei (Rusia), Mongolia și nord-estul Chinei (Mongolia Interioară și nord-vestul provinciei Heilongjiang).

- Pica pica camtschatica Stejneger, 1884 - în nordul mării Ohotsk, Kamceatka și raionul Anadîr (în Orientul Îndepărtat al Rusiei).

- Pica pica anderssoni Lönnberg, 1923 - în sud-estul Rusiei (ținutul Primorski), nord-estul extrem al Chinei și Coreea. Subspeciile japonica (din Japonia), amurensis (lângă Habarovsk) și jankowskii (lângă Vladivostok) sunt incluse în subspecia anderssoni.

- Pica pica bottanensis Delessert, 1840 - în partea vest-centrală a Chinei (Qinghai și vestul Sichuanului la sud până în sudul și estul Xizangului) și centrul Bhutanului.

- Pica pica serica Gould, 1845 - în estul și sudul Chinei, Taivan, Hainan, nordul Birmaniei, nordul Laosului și nordul Vietnamului. A fost introdusă în Kyushu (Japonia). Subspeciile hainana (din Hainan) și alashanica (din Ala Shan, în centrul Chinei) sunt incluse în subspecia serica. Subspecia serica adesea este scrisă eronat sericea.

Patru subspecii care erau incluse în specia Pica pica sunt în prezent ridicate în rang de specie:
- Coțofană mauritană (Pica mauritanica, sin. Pica pica mauritanica) - în nordul Africii (Maroc, nordul Algeriei și Tunisia).
- Coțofană de Asir (Pica asirensis, sin. Pica pica asirensis) - în munții Asir, din sud-vestul Arabiei Saudite.
- Coțofană cu ciocul negru sau coțofană americană (Pica hudsonia, sin. Pica pica hudsonia) - în sudul Alaskăi (spre est din Peninsula Alaska și insulele Shumagin) și sud-vestul Canadei (sud-vestul Yukonului, nord-vestul extrem și estul Columbiei Britanice, nordul provinciei Alberta, centrul provinciei Saskatchewan, centrul provinciei Manitoba, sud-vestul extrem al provinciei Ontario), spre sud în vestul SUA până în nord-estul și partea est-centrală a Californiei (până în comitatul Inyo), sud-centrul Nevadei, Utah, nord-estul extrem al Arizonei (comitatul Apache), nordul statului New Mexico, vestul (uneori și în nord-estul) Oklahomei, centrul Kansasului și Nebraska (cu excepția sud-estului).
- Coțofană cu ciocul galben sau coțofană californiană (Pica nutalli, sin. Pica pica nutalli) - în California (în sud-vestul SUA) la vest de munții Sierra Nevada (valea Sacramento, valea San Joaquin și văile lanțului muntos Southern Coast Ranges)

Dementiev în 1954 accepta existența reală a următoarelor subspecii:
- Pica pica fennorum Lönnberg, 1927 - în Scandinavia din nordul ei, Finlanda, partea europeană a URSS, la est până la Kostroma, Tambov, Harkov, la sud până la Crimeea și Caucaz, Asia Mică și Mesopotamia;
- Pica pica bactriana Bonaparte, 1850 - aproximativ de la Volga spre est până în Siberia centrală, la sud până în Altai, Saian, nord-vestul Mongoliei, Semirecie și Asia Mijlocie, Afganistan, Belucistan și estul Iranului;
- Pica pica kamtschatica Stejneger, 1884 - în Kamceatka și Anadîr;
- Pica pica leucoptera Gould, 1862 - în sudul Transbaikaliei și nord-estul Mongoliei;
- Pica pica jankowskii Stegmann 1927 - în cursul mijlociu și de jos al Amurului, Ussuri, Manciuria și Coreea;
- Pica pica anderssoni Lönnberg, 1923 - în Zhili, Shanxi, Alashan;
- Pica pica bottanensis Delessert, 184 - în Sikkim, Bhutan, estul Tibetului până în Gansu;
- Pica pica sericea Gould, 1845 - din estul Birmaniei, Hainan, Taivan până în sudul Japoniei (în Kyushu);
- Pica pica mauretanica Malherbe, 1843 - în Maroc, Algeria, Tunisia;
- Pica pica melanotos A. E. Brehm, 1858 - în Spania și Portugalia;
- Pica pica hudsonia Sabine, 1823 - în partea de vest a Americii de Nord, de la Alaska până în Arizona și New Mexico;
- Pica pica nuttalli Audubon, 1838 - numai în California, la vest de munții Sierra Nevada în valea râului Sacramento, aproximativ până la latitudinea 34° de nord.

În România trăiește subspecia nominată (Pica pica pica). În Republica Moldova după Averin și Ganea trăiește subspecia Pica pica fennorum,  după date mai recente subspecia nominată (Pica pica pica).

## Descrierea

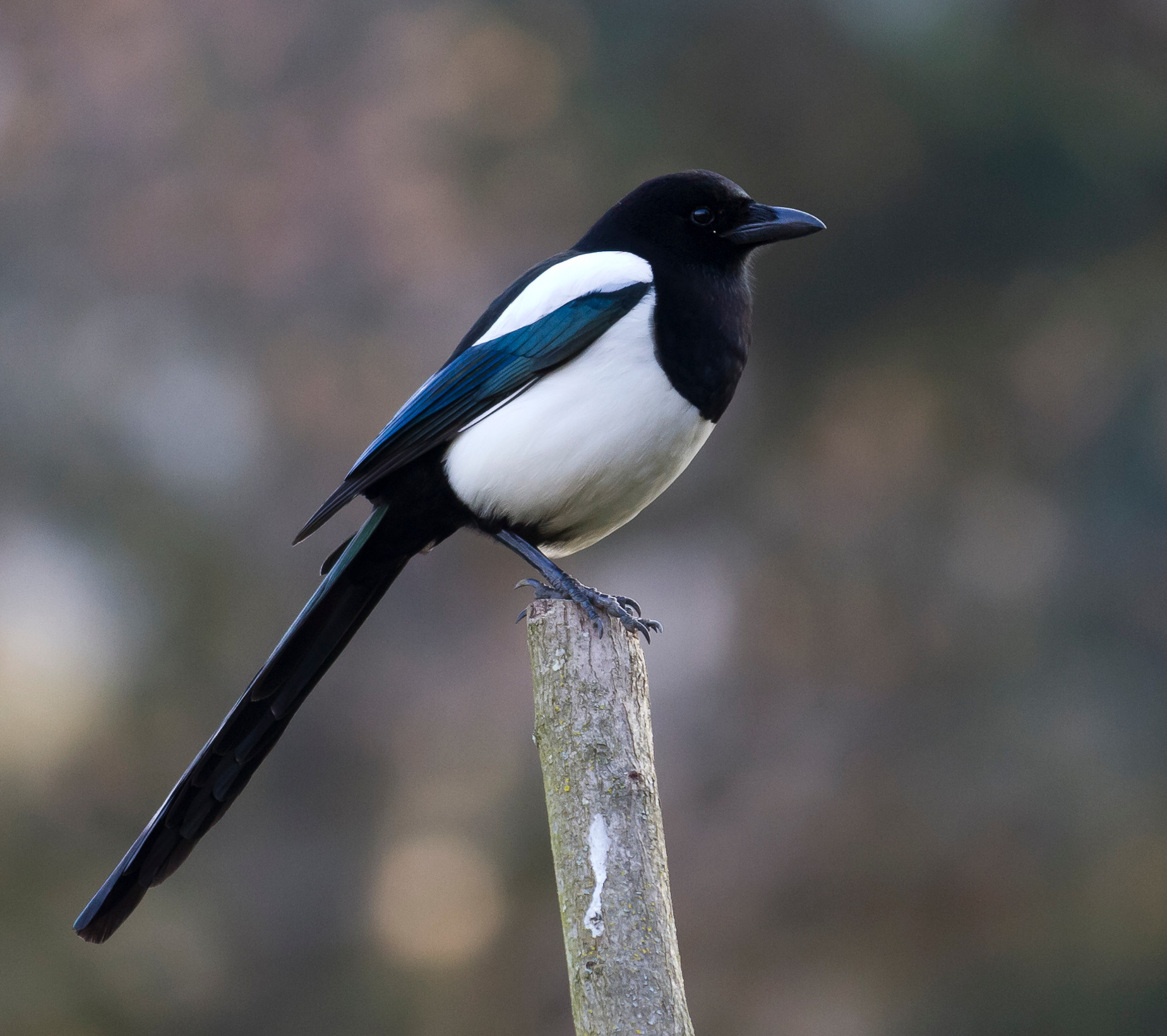
Subspecia nominată (Pica pica pica) în Toulouse, Franța

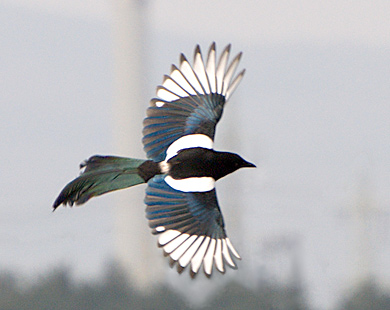
Coțofana în zbor

Coțofana este o pasăre de talie medie (cât porumbelul) cu o lungimea 46-50 cm și o greutatea 200-270 g, masculul fiind nițel mai mare; la subspecia nominată masculul are o greutatea de 185-247 g și femela 161-240 g, iar la subspecia leucoptera - masculul 214-268 g și femela 208-232 g; anvergura aripilor 52-60 cm.
Este o pasăre ușor de distins după coloritul în principal alb și negru, coada lungă, etajată, ciocul de mărime medie relativ lat la bază, culmenul curbat în jos spre vârf. Sexele nu se pot diferenția, masculul și femela având un colorit identic.
Subspecia nominată are capul, pieptul și cea mai mare parte a părții superioare negre cu un luciu metalic violet și verde. Scapularele (umerii) și târtița  albe, o bandă surie îngustă de-a curmezișul târtiței. Flancurile și părțile inferioare începând de la piept albe; partea posterioară a abdomenului, penele tibiei și tectricele subcodale negre. Supraalarele negre, cu un luciu metalic intens verde sau albastru-verzui pe remigele secundare și terțiare, steagul intern al remigelor primare alb cu vârful și baza negre, albul este de obicei ascuns atunci când pasărea nu se mișcă (dar formează o bandă imensă pe aripa desfăcută); la prima remige primară steagul intern spre vârf este negru pe cca 10 mm de la vârf, iar la a doua remige primară negrul se întinde pe 6-15 mm de-a lungul rahisului; steagul extern al remigelor primare este îngust și negru-cenușiu. Dedesubt aripa este neagră-brunie. Coada este neagră, cu un luciu intens metalic verde și violet-roșiatic, devenind aproape neagră fără luciu lângă vârf. Irisul este brun închis; ciocul și picioarele sunt negre.
Juvenilul asemănător cu adultul, dar de o culoare mai spălăcită, cu zonele negre ale penajului fără luciu, negre fuliginoase,  zonele albe cu o nuanță brun-gălbuie; puii acoperiți recent cu pene au pete cenușii sau albastru-cenușii pe pielea golașă din jurul ochilor și de pe obraji, devenind mult mai asemănători cu adulții la sfârșitul verii.
Subspeciile diferă în principal prin intensitatea luciului în zonele negre ale penajului, extinderea albului pe aripă, prezența sau absența albului pe târtiță, lungimea relativă a cozii și prin dimensiuni:
- fennorum este mai mare și are albul mai extins pe târtiță decât subspecia nominată;
- bactriana are albul de pe târtiță mai accentuat, albul mai extins pe remigele primare (văzându-se ca vârfuri albe pe aripa nedesfăcută);
- serica este mai mică și mai întunecată, foarte asemănătoare cu subspecia nominată, dar are o coadă relativ mai scurtă și un luciu mai verde pe remigele secundare;
- anderssoni se aseamănă cu serica, dar este ceva mai mare și mai deschisă la culoare;
- bottanensis este ușor de distins, având târtiță neagră, coadă relativ scurtă, ciocul mare și foarte puțin luciu pe penaj;
- leucoptera are albul foarte extins pe remigele primare, iar luciu de pe coadă este gălbui, verde-alămiu;
- camtschatica are albul cel mai extins pe remigele primare, care se vede sub formă de vârfuri albe pe aripile îndoite în jos, are și luciul cel mai strălucitor și verdele cel mai extins din toate subspeciile;
- melanotos are târtița neagră, extinderea albului pe remigele primare aproape ca la subspecia nominată, în sudul arealului uneori are o petișoară albastră pe pielea golașă din spatele ochiului;
- mauritanica are târtița neagră, un luciu bronzat, brun-gălbui pe aripi și coadă, o coadă relativ mai lungă decât la alte subspecii, și o pată albastră relativ mare pe pielea golașă din spatele ochiului.

## Glasul
Glasul pătrunzător al coțofanei este inconfundabil, prin el pasărea dând alarma, amenințând rivalii sau atrăgând femela în timpul perioadei de împerechere.

## Habitatul
Coțofana se întâlnește în special în regiunile de șes și dealuri, dar trăiește și în zonele de munte până la altitudini de 2.500 m; unele subspecii (bottanensis, hemileucoptera) urcând până la 4.000 m, ajungând în căutare de hrană până la înălțimi de 5.500 m.
Trăiește într-o mare varietate de regiuni deschise, luminoase, mai ales în cele cu copaci răzleți, de exemplu în pășuni, tufișuri, pâlcuri de copaci sau la liziera pădurilor. Poate trăi și în regiuni de smârcuri sau în stufăriș și mai rar în păduri. Evită locurile fără copaci și pădurile mari.
În peisajele antropogene preferă terenurile agricole mixte (folosite pentru creșterea culturilor agricolă și a animalelor), pajiștile aflate în apropierea apelor, parcurile și grădinile, cu garduri vii și grupuri mici de copaci. În ultimele decenii este din ce în ce mai des întâlnită în zonele urbane, în special în locurile cu drumuri pe marginile cărora cresc copaci; pot atinge densități foarte mari în anumite părți urbanizate ale Europei.

## Hrana
Coțofana este o specie omnivoră, pe lângă nevertebrate, mai rar vertebrate, consuma și hrană de origine vegetală; hrana variază în funcție de habitatele locale și sezon. Compoziția hranei se schimbă nu numai după sezon, ci și pe parcursul lunii. Cea mai variată hrană este consumată la sfârșitul lui aprilie și în mai, când insectele se întâlnesc într-o cantitate mică.

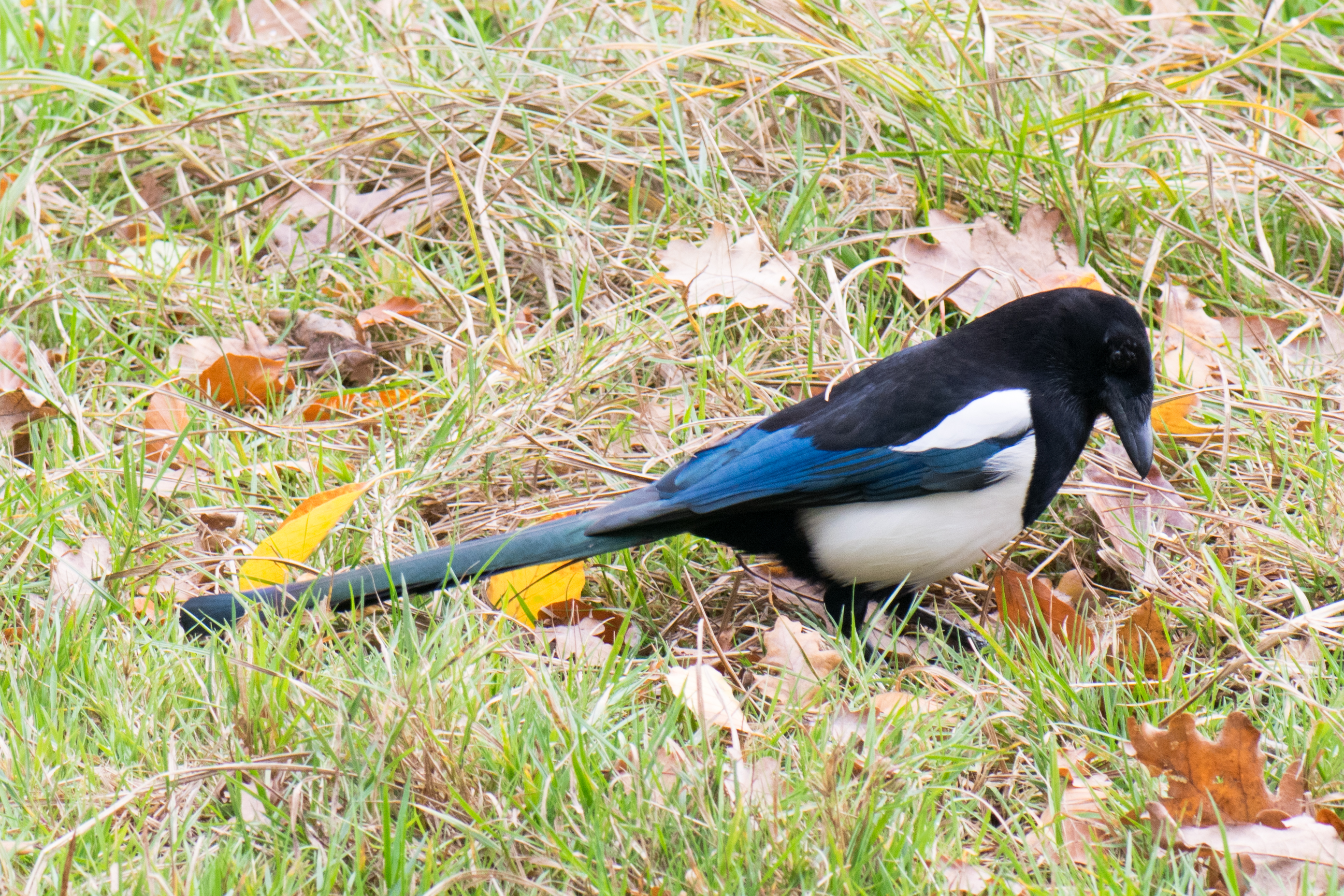
Coțofana în căutare de insecte

Se hrănește în special cu  nevertebrate: insecte și larvele acestora, mai ales gândaci (coleoptere),  viermi, râme, miriapode, păianjeni, melci, mamifere mici (șoareci etc.), șopârle mici, broaște. Intră în cuibul altor specii de păsări, din care ia ("fură") ouăle și puii. Se hrănește și cu hoituri; perechile patrulează pe marginea drumului dimineața devreme, căutând animalele ucise de vehicule peste noapte. Insectele prinse le poate depozita ulterior prin regurgitare într-o groapă.
În plus, în special în afara sezonului de reproducere (toamna și iarna), consumă diverse semințe, bobițe, fructe și chiar semințe de conifere. Se hrănește și cu diferite resturi menajere, și când este nederanjată caută cu prudență hrana în jurul locurilor pentru picnicuri și în parcurilor din orașe, vizitează regulat lăzile de gunoi.
Se așază pe spatele vitelor și oilor pentru a se hrăni cu ectoparaziți, provocând uneori răni grave animalului gazdă.

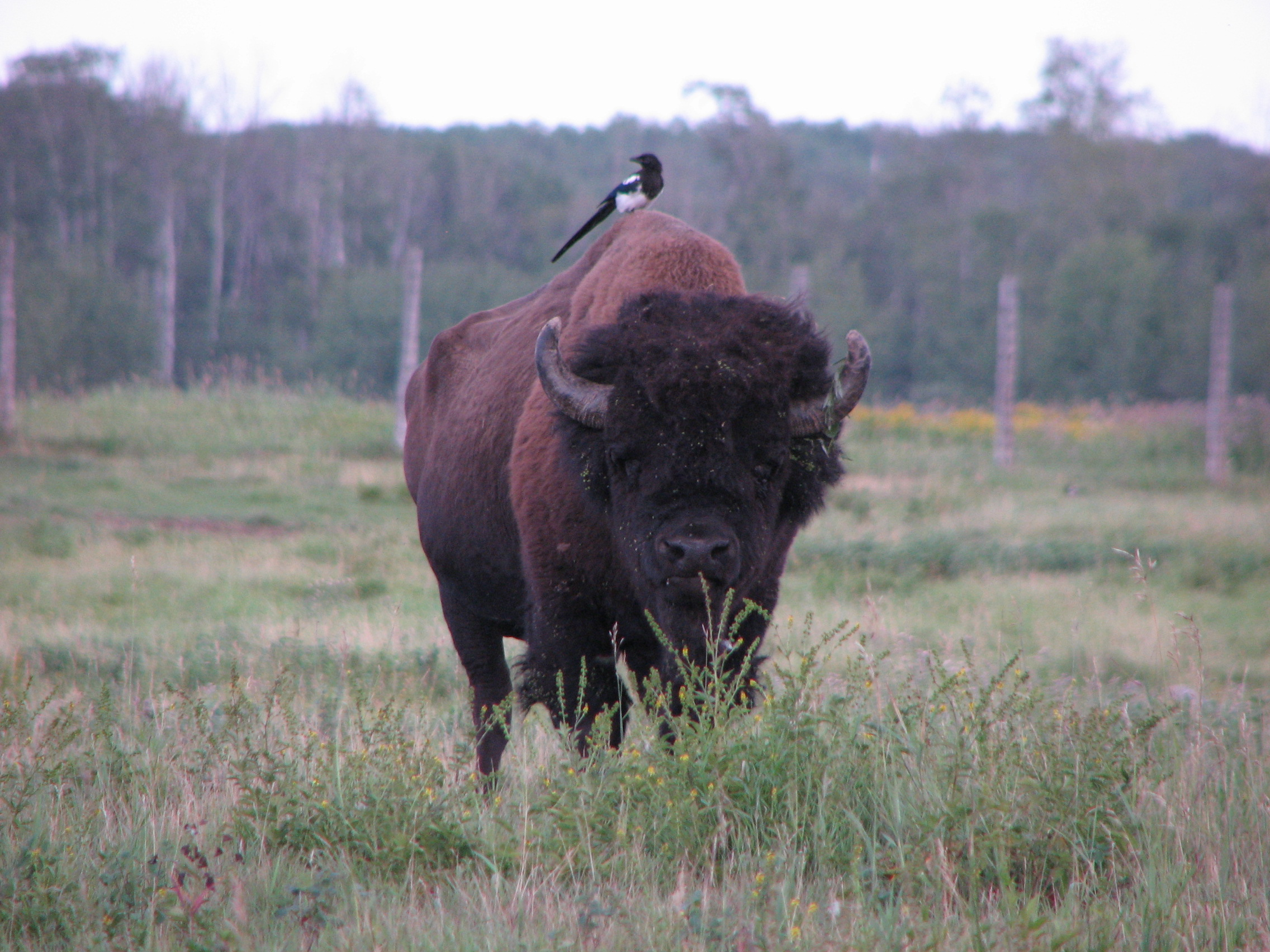
Coțofana cocoțată pe un bizon

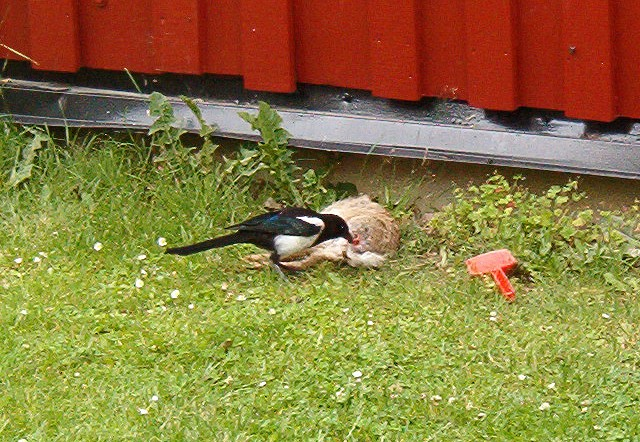
Coțofana mănâncă un iepure mort

Deși nu este agilă în aer, urmărește alte păsări forțându-le să arunce sau să regurgiteze mâncarea. Excepțional, prinde păsările mici în timpul zborului, inclusiv vrăbiile de casă (Passer domesticus).
Are reputația că "fură argint", dar, deși aduce la cuib diverse obiecte strălucitoare, cazurile autentice de cleptomanie sunt extrem de rare.
Hrana o caută în principal pe pământ, plimbându-se cu o alură țanțoșă și îndrăzneață; ține coadă în sus când caută insecte; sare într-o parte pentru a prinde prada.
Depozitează hrana, mai ales toamna, în cantități mari, dar de obicei o consumă în câteva zile. Hrana este depozitează în locuri ascunse, de obicei în pământ.

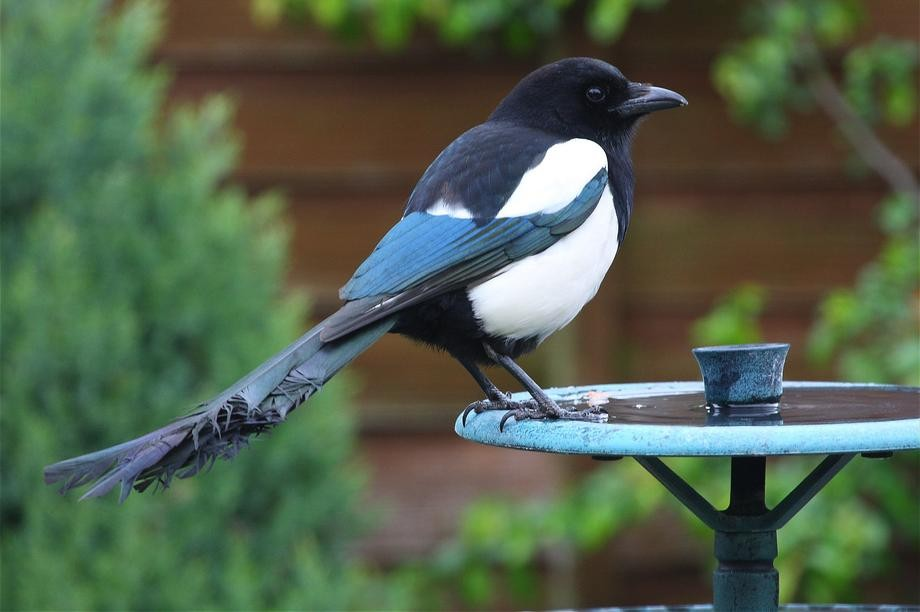
Coțofana vizitează o masă în căutare de resturi de mâncare

În Republca Moldova Averin și Ganea au analizat analizat conținutul a 99 stomacuri de coțofene: în 32 stomacuri (32,3%) s-au găsit resturi de hrană animală, în 6 (6,05%) - hrană vegetală și în 61 (61,5%) - hrană mixtă. În hrana animală predominau insectele (91,6%), mai rar rozătoarele mici (6,2%), reptilele (1,8%), miriapodele (0,5%), păsările mici paseriforme - fringilide (0,5%), râmele (0,2%), păianjenii (0,2%), etc. Printre insecte cel mai des întâlnite au fost gărgărițele (curculionidele), carabidele, fluturii (lepidopterele), cerambicidele etc. În stomacurile coțofenelor au fost găsite animalele dăunătoare 64,8%, folositoare - 15,6%, neutre - 19,5%. În hrana coțofenelor au fost întâlnite multe insecte dăunătoare agriculturii și silviculturii: gărgărița neagra a sfeclei (Psalidium maxillosum), cărăbușul (Melolontha), croitorul (Dorcadion), silfa (Silpha carinata), borza (Blaps), gândacul de făină (Tenebrio), lăcusta italiană (Calliptamus italicus), ploșnița cerealelor (Aelia acuminata), omida paroasă a stejarului (Lymantria dispar) și altele. În hrana vegetală cel mai des au fost întâlnite semințele de cereale (grăunți de porumb și grâu), urmate de semințe de floarea soarelui, struguri de viță de vie, dude și altele. Gastroliții au fost găsiți în 39 de cazuri.

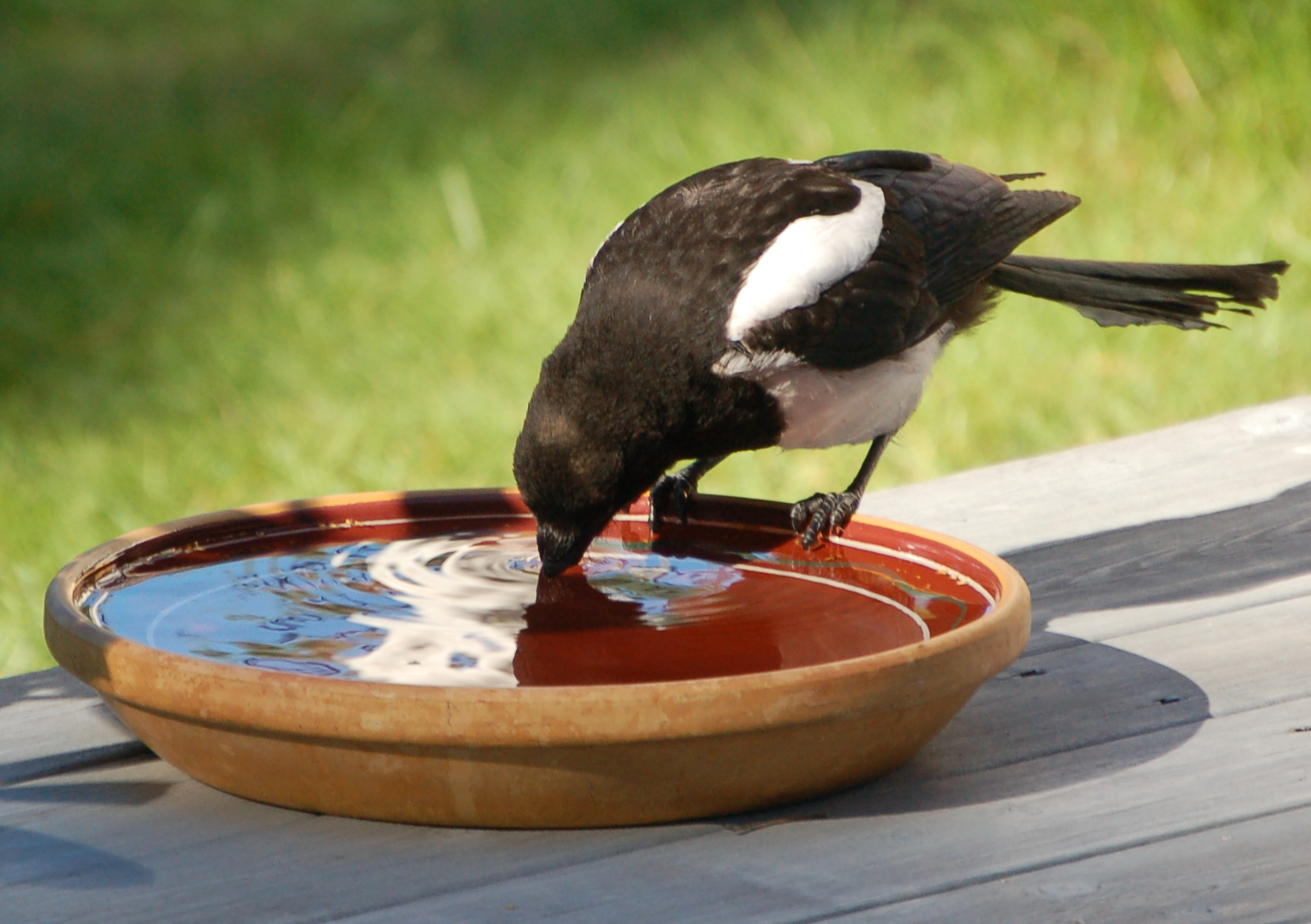
Coțofana bea apă

Averin și Ganea au ajuns la concluzia că în livezi și vii, coțofana este o pasăre dăunătoare. Nu numai că mânca boabele de struguri și fructele (găsite în 43 de stomacuri din 99 analizate), dar pustia și cuiburile păsărilor mici, furând din ele ouăle și puii. În mod special sufereau din cauza coțofenelor păsările care cuibăreau în livezile de vârstă mijlocie, unde protecția nu era atât de bună. În conținutul a 31 de stomacuri de coțofene, prinse în sezonul de reproducere, în două dintre ele au fost  găsite rămășițe de pui și în șase coji de ou. În Republica Moldova erau cunoscute cazuri de jefuire de către coțofană a cuiburilor de grangur (Oriolus oriolus), florinte (Chloris chloris), sticlete (Carduelis carduelis), cânepar (Linaria cannabina), muscar sur (Muscicapa striata), ciocârlan (Galerida cristata), sfrâncioc roșiatic (Lanius collurio), presură (Emberiza), fazan etc. În stufărișurile din luncile inundabile ale râurilor (de ex. Prutul de Jos) coțofenele furau ouăle și puii păsărilor de apă - rațelor, lișițelor, ralidelor (Rallidae) și altele.

## Comportamentul

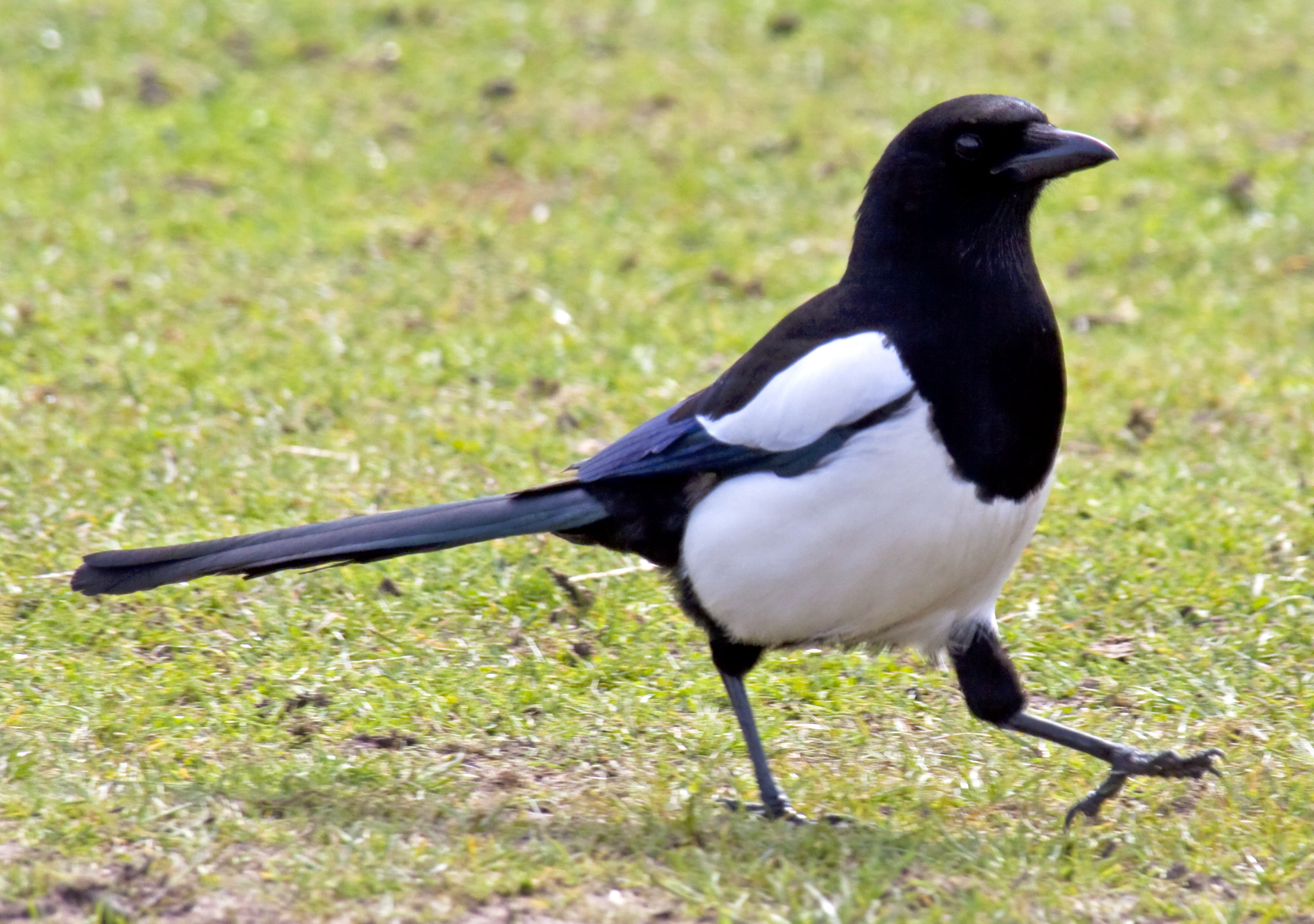
Mersul coțofenei pe pământ cu o alură țanțoșă și îndrăzneață

Coțofana este foarte atentă și precaută. Are un comportament oportunist în raport cu omul; reușește să viețuiască în preajma lui, dar, totodată, este prudentă și se ține la o anumită distanță de acesta. Este activă înainte de răsăritul soarelui și își încetează activitatea înainte de apusul soarelui.
Se plimbă pe pământ cu o alură țanțoșă și îndrăzneață. Pe sol se deplasează mai mult prin salturi. Obișnuit, zboară ondulat la înălțimi foarte mici între copaci, zburând în sus pentru a se cocoța în interiorul coronamentului. Zborul este caracteristic cu bătăi de aripi rapide și fluturate, intercalate cu alunecări scurte. La începutul lunii martie, coțofana își demonstrează comportamentul nupțial în cadrul stolurilor mici de iarnă.
În sezonul de reproducere formează perechi, iar în afara perioadei de împerechere trăiesc în grupuri familiale. Iarna hoinăresc adunându-se în grupuri lângă sau în localități, unde se hrănesc cu resturi menajere. Aceste grupuri pot alcătui stoluri de până la câteva sute de exemplare, în zone cu hrană abundentă și locuri pentru odihnă. În Turkmenistan, nu mai puțin de 2000 de exemplare au fost observate iarna într-un grup de coțofene, iar în regiunea tibetană din Asia au fost numărate zece coțofene care au părăsit un singur cuib unde se odihneau; se pare că coțofenele tibetane construiesc mai multe cuiburi de odihnă, foarte apropiate sau contigui unul cu altul, pentru a aduna căldura. Cel mai mare loc de cocoțare urban cunoscut se află în Lvov din vestul Ucrainei, unde au fost înregistrate 1700 exemplare. Locurile de cocoțare din orașe sunt mai mari decât cele din terenurile agricole.

### Inteligența
Un număr mare de observații riguroase, atât pe teren cât și în captivitate, au arătat că corvidele, inclusiv și coțofana sunt păsări destul de inteligente. Păcălirea altor animale, ascunderea și găsirea hranei depozitate atât în natură cât și în laborator, capacitatea de a recunoaște oamenii care poartă arme, evitarea capcanelor, utilizarea obiectelor ca unelte se numără printre multe alte exemple la fel de impresionante ale comportamentului corvidelor în sălbătăcie și în captivitate. Studiile au arătat că membrii familiei corvidelor au un creier mult mai mare în raport cu dimensiunea corpului lor față de alte păsări; doar două specii de papagali, și anume ara cu aripi verzi (Ara chloroptera) și ara cu pieptul galben (Ara ararauna), se apropie de speciile de corvide în această privință. La corvide și papagali (Psittacidae), porțiunea internă a creierului anterior (prozencefalului), în special nidopaliul, este bine dezvoltată și presărat cu un număr foarte mare de celule nervoase, ceea ce îl face un centru eficient de stocare și prelucrare a informațiilor și de coordonare motorie. O altă parte a creierului anterior, numită hipocamp, este probabil cel mai important centru al memoriei spațiale, el joacă un rol esențial în ascunderea și găsirea hranei depozitate. Mărimea relativă a creierului la corvide este mai apropiată de cea a mamiferelor, inclusiv majoritatea primatelor, decât de cea a altor păsări. Marzluff și Angel au constatat că corvide sunt mai degrabă asemănătoare cu "maimuțele zburătoare" decât cu alte păsări, ceea ce înseamnă că ele sunt capabili să învețe, să-și amintească și să folosească cunoștințele pentru a rezolva provocările naturale și experimentale. Se poate spune că corvidele sunt creaturile care posedă cea mai mare capacitate de memorare și de învățare atunci când cercetează împrejurimile lor din aer, ceea ce le conferă un avantaj extraordinar atunci când vine vorba de supraviețuire în medii diferite.
Etologul de prestigiu de la Universitatea din Colorado, SUA, Dr. Mark Becoff a descoperit cu uimire că un stol de coțofene se ocupa de bocirea și înmormântarea unui semene a lor decedat. La o coțofană moartă pe marginea unei șosele, a venit în zbor o surată de a ei, s-a apropiat cu pioșenie, parcă a mângâiat-o cu ciocul, apoi s-a retras înapoi, plină de compasiune și respect. După această ceremonie a luat din preajmă un fir de iarbă, pe care l-a așezat peste trupul neînsuflețit. La scurt timp au apărut tot mai multe coțofene, fiecare depunând câte un fir de iarbă, până când au acoperit-o. După aceasta, coțofenele s-au învârtit în zbor deasupra trupului acoperit, cârâind a jale, câteva minute în șir.

## Reproducerea

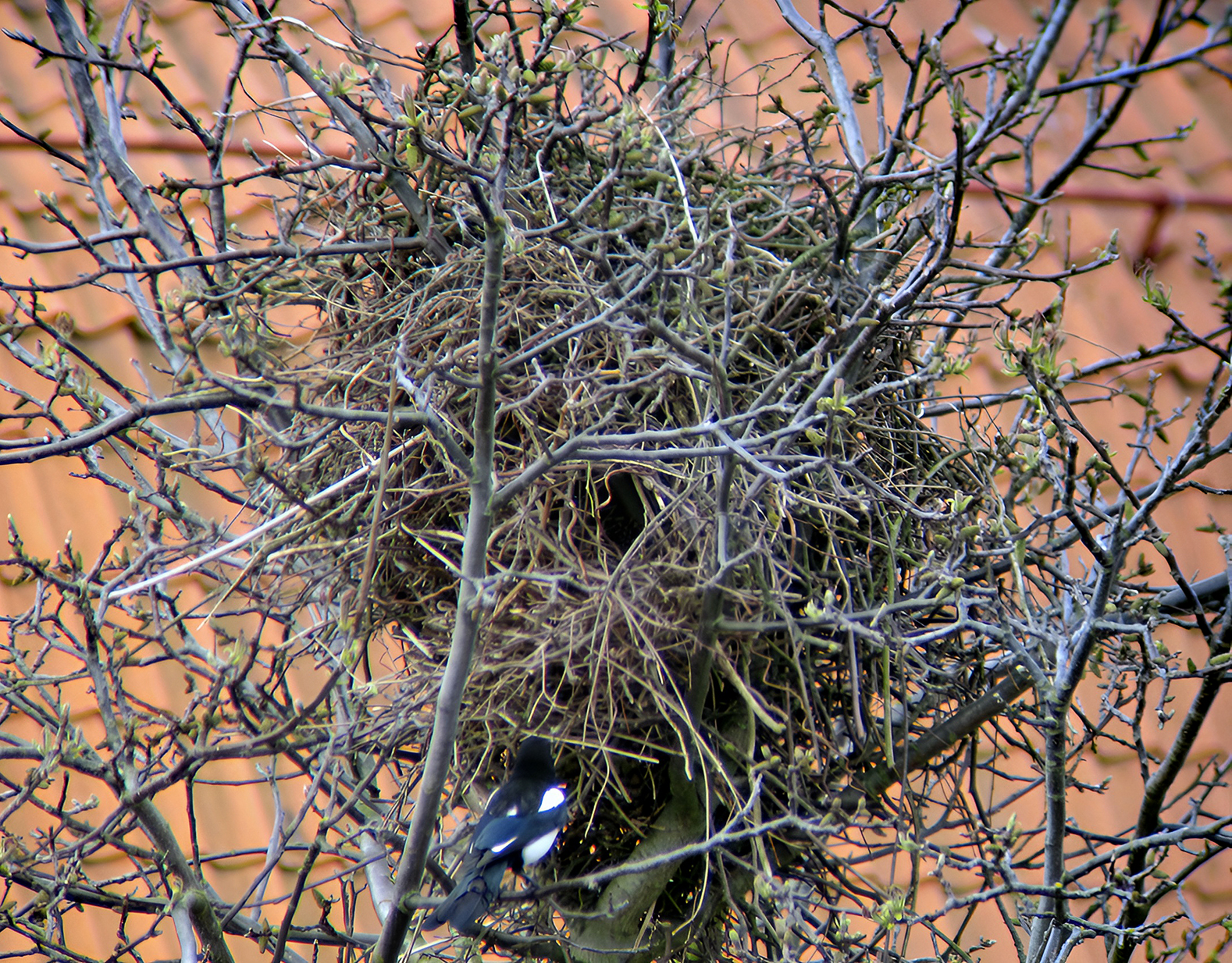
Cuibul coțofenei în coroana unui copac

Coțofana este o specie monogamă, cuplurile formate sunt de lungă durată, partenerii stau împreună pe tot parcursul anului, chiar și atunci când se adună în cârduri. Atinge maturitatea sexuală la vârsta de 15-17 luni. Longevitatea maximă atinsă în sălbăticie este de 21 de ani, iar în captivitate 20-25 de ani.
Sezonul de reproducere începe cu construirea cuibului încă din decembrie în Marea Britanie, mijlocul lui aprilie fiind perioada de vârf pentru depunerea ouălor; date asemănătoare și în alte părți ale Europei și, surprinzător, și în Turkmenistan, dar mai târzii, cu depunerea ouălor în principal în ultima săptămâna a lui aprilie, în centrul Siberiei.

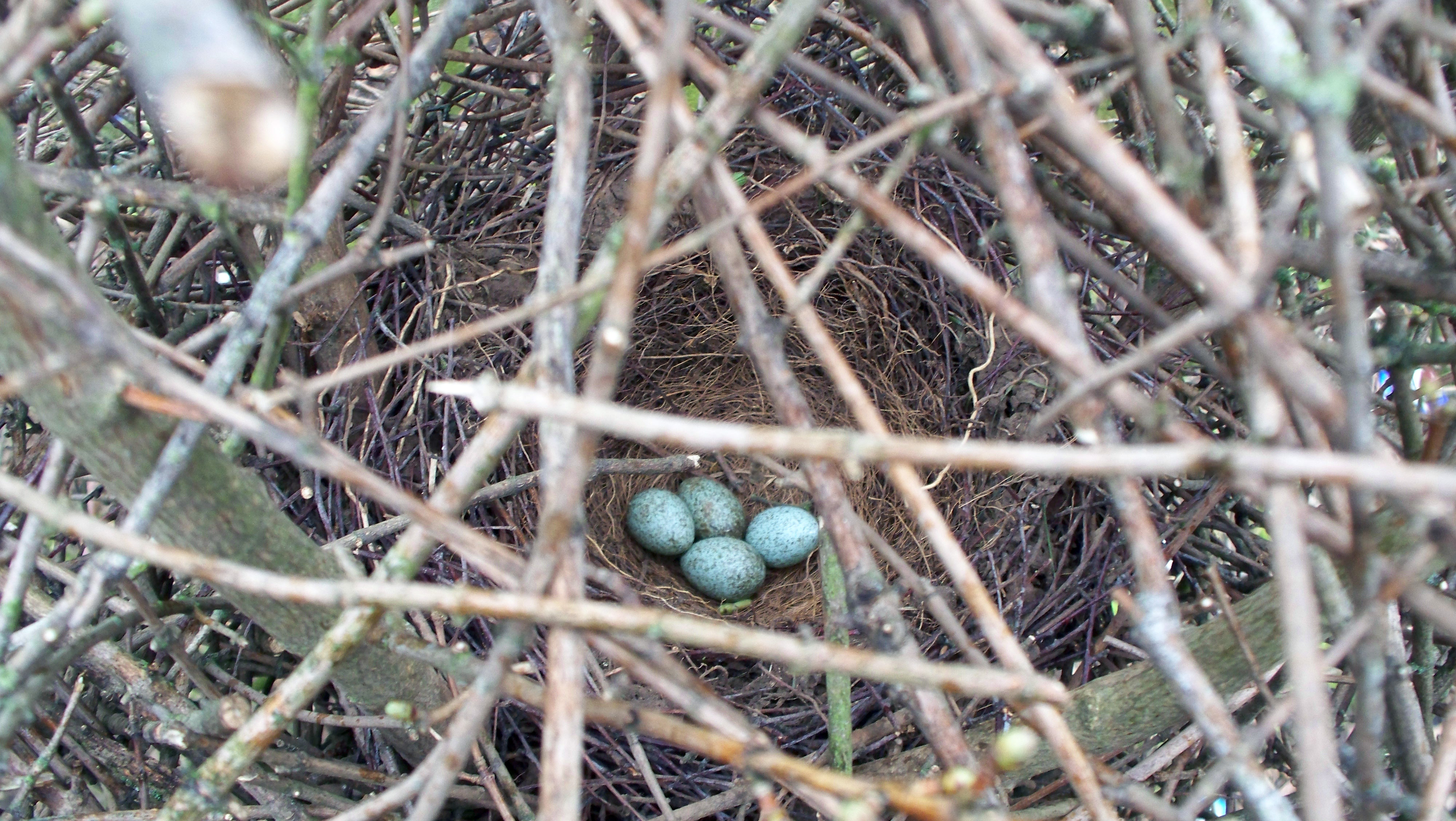
Cuibul coțofenei cu ouă în el, acoperit deasupra cu un acoperiș din vreascuri

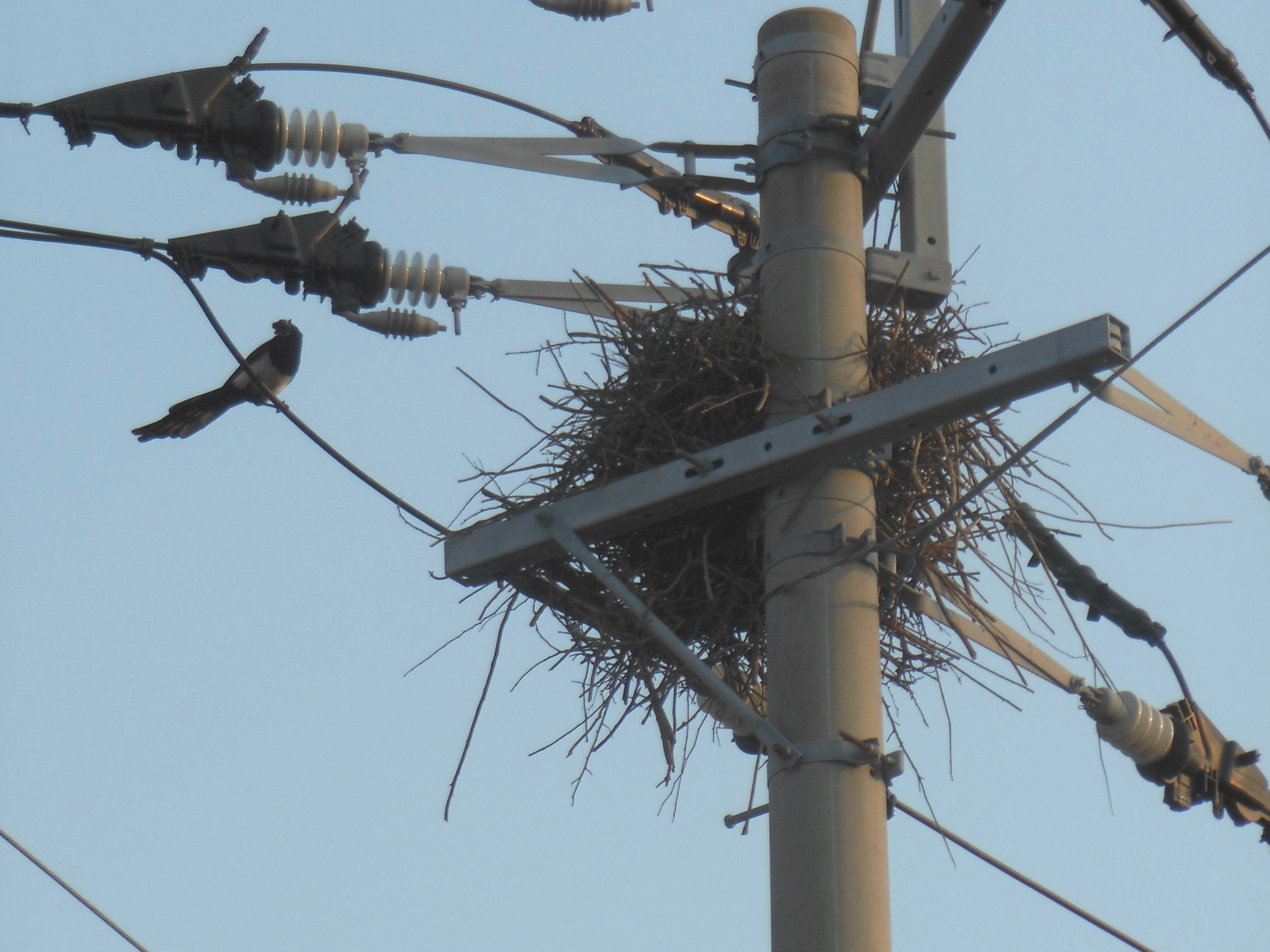
Cuibul coțofenei pe un stâlp de electricitate

Este un cuibăritor izolat. Cuibul este construit de ambii parteneri, femela construiește cea mai mare parte a cuibului, iar masculul aduce majoritatea materialului necesar, munca durează 1-8 săptămâni, în funcție de experiența constructorilor și de disponibilitatea materialelor. Construiește un cuib mare (până la 1 m înălțime), sferic sau oval, acoperit deasupra cu o cupolă caracteristică (acoperiș) din vreascuri care-l protejează (uneori fără cupolă, mai ales în zonele urbane, unde până la 32% din cuiburi sunt neacoperite), cuibul este făcut la bază din diferite bețișoare și rămurele, crenguțe, apoi alte ramuri și bețișoare pe care le încorporează în pământ. Interiorul cuibului în formă de cupa adâncă este nivelat cu pământ sau lut și căptușit cu straturi groase de materiale moi - lână, păr de animale, rădăcinuțe, fibre vegetale, ierburi moi și pene, s-au găsit, uneori, și bucățele de hârtie și de piele. În zonele unde rămurele sunt greu de găsit, cuibul este uneori făcut în întregime din sârmă. Cuibul are de obicei două (rar trei) intrări laterale, una principală, iar cealaltă folosită în caz de pericol; intrările sunt protejate de rămurele spinoase.  Cuibul este amplasat la 0,5-12 metri deasupra solului, de obicei în mijlocul coroanei unui copac înalt la o înălțime de 3-7 m,  sau în tufe chiar de tuia la mai puțin de 2 m, pe marginea drumurilor, a lizierelor pădurilor, sau chiar în copaci izolați în mijlocul culturilor agricole; în habitatele mai deschise se folosesc ca locuri pentru construirea cuiburilor și stâlpii de electricitate (cuiburile de pe stâlpii din regiunea Habarovsk ating dimensiuni masive, deoarece este construit în fiecare an un cuib nou pe partea de sus a celui vechi); în habitatele cu puțini copaci poate fi folosit un arbust pipernicit sau cuiburile sunt construite pe un pilon de susținere a antenei sau pe o clădirea veche sau chiar pe pământ, ascuns în tufărișurile de iarba neagră (Ericaceae), în zidurile de piatră sau în stânci. De regulă în fiecare an construiește un cuib nou, cu toate că în unele cazuri (de ex., unde disponibilitatea locurilor pentru construirea  cuiburilor este limitată), repară cuibul vechi.

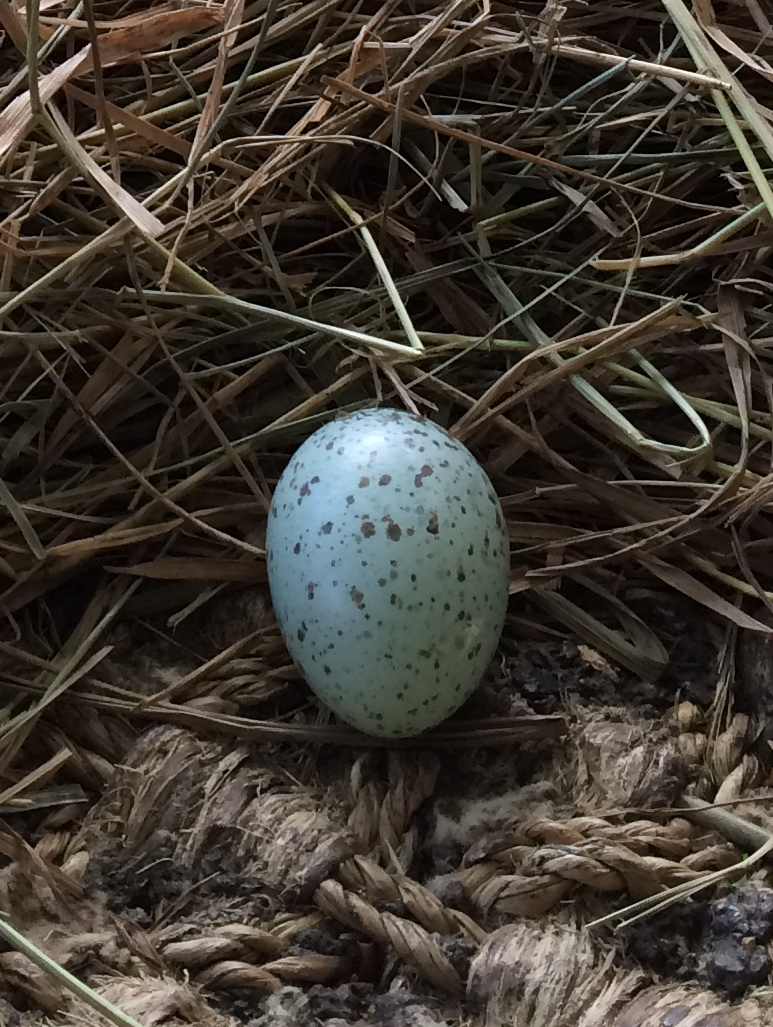
Oul coțofenei

Depune o singură pontă pe an. Dacă cuiul este distrus, mai depune câteodată o altă pontă, mai redusă la număr, situație care variază de la o zonă la alta în funcție de abundența hranei. Ponta constă din 2-8 (rar 10) ouă, de obicei din 5-7. În România și Republica Moldova ponta este depusă în primele zile ale lunii aprilie, câteodată la sfârșitul lui martie. Ouăle sunt fusiforme, netede, lucitoare, albastru deschis sau albastru-verzui, rar de culoarea nisipului, cu stropi fini oliv-maro sau gri, mai rar cu pete mari. Incubația (clocitul) începe o dată cu depunerea primului ou, durează 16-22 zile (în România de obicei 17-18 zile) și este asigurată numai de către femelă, fiind hrănită în cuib de către mascul, care apără cu strășnicie împrejurimile cuibului.

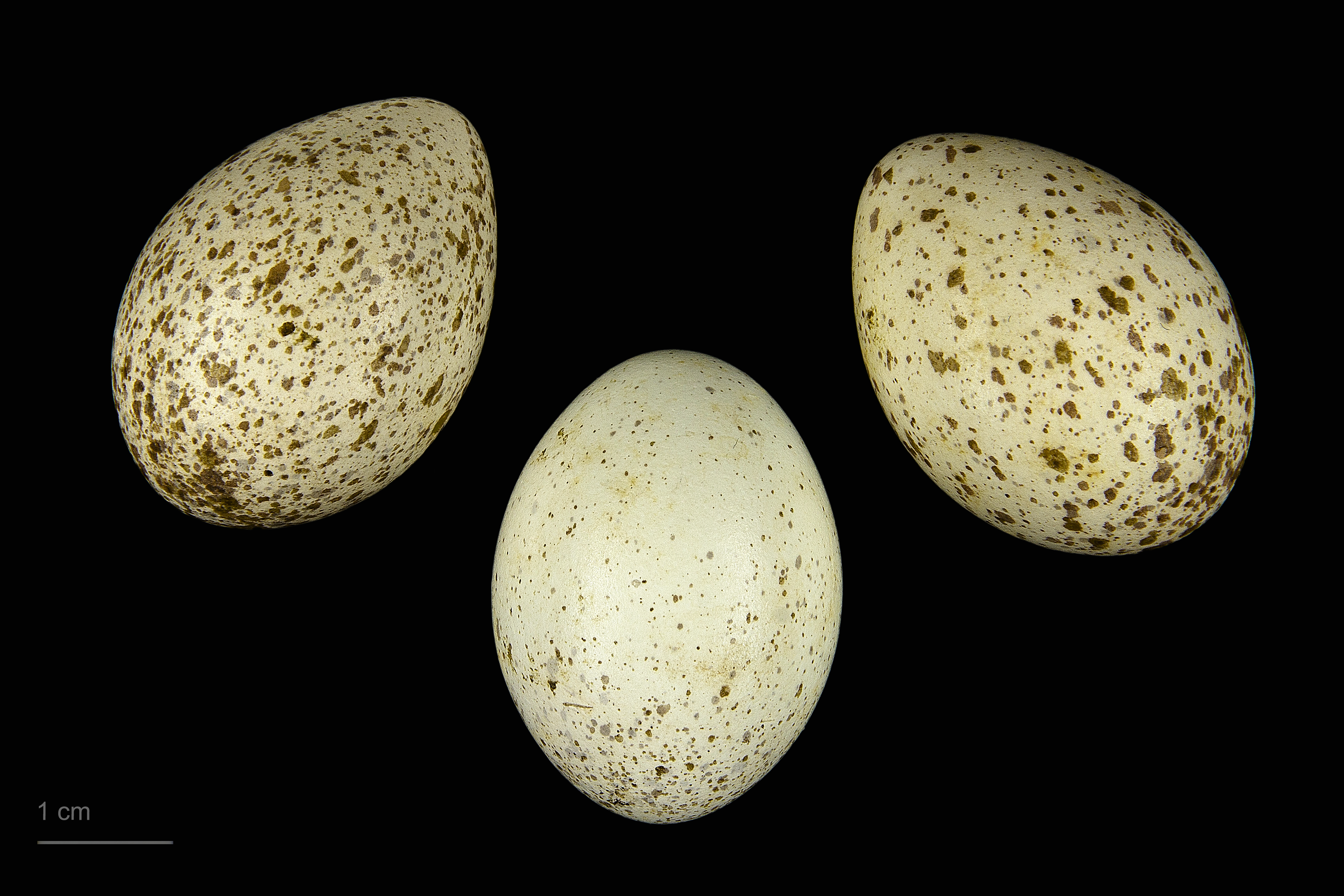
Pica pica pica - (MHNT)

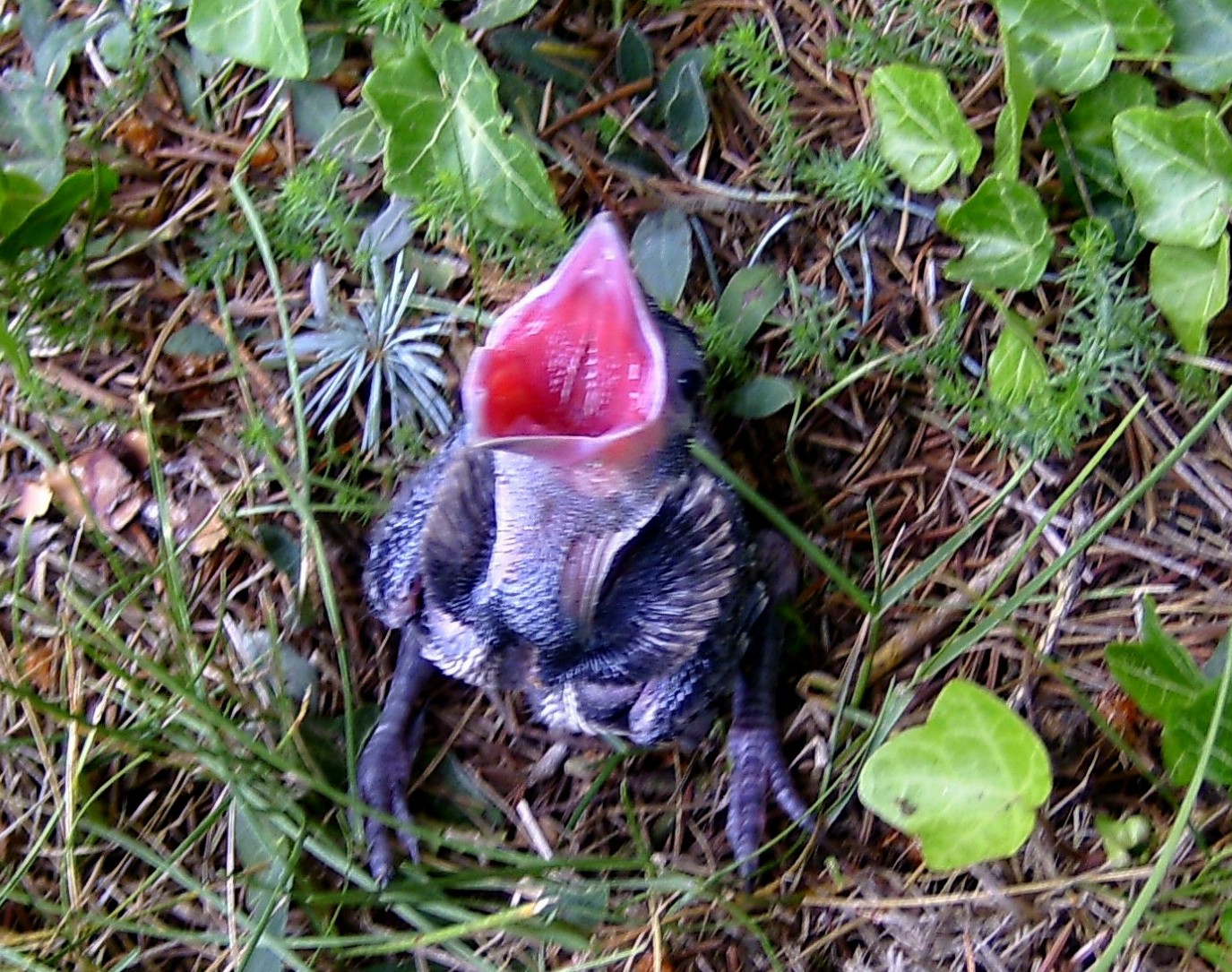
Pui de coțofană

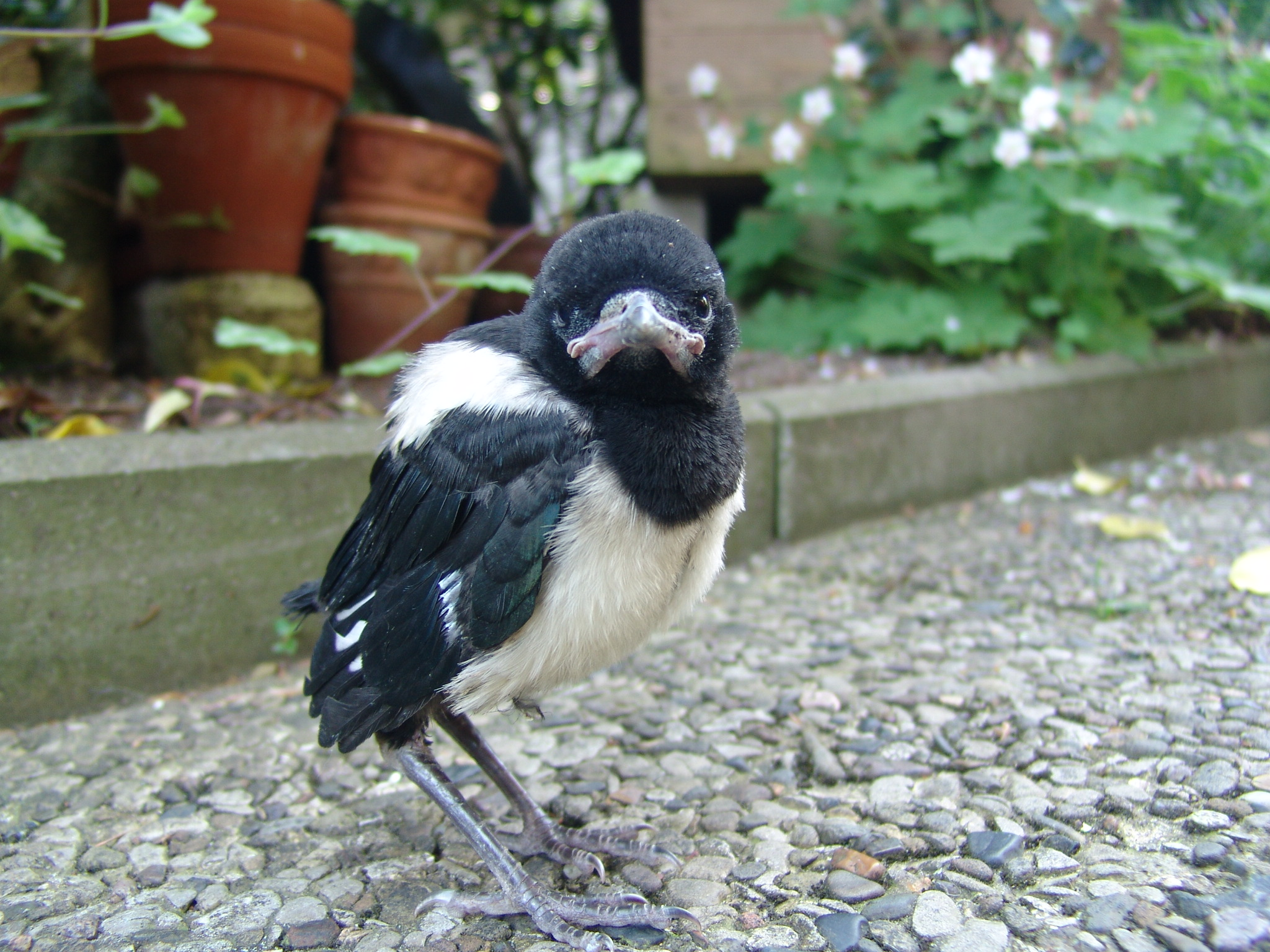
Juvenil de coțofană

Puii eclozați sunt nidicoli, golași cu gâtlejul roz intens, cu papile albe pe cerul gurii; umflătura marginală a ciocului roz deschis. Puii sunt hrăniți și îngrijiți de ambii părinți, în principal de mascul, ei părăsesc cuibul după 22-30 de zile de la ecloziune, dar se mențin în zona apropiată cuibului și rămân dependenți de părinți timp de mai multe săptămâni până în toamnă, uneori stau cu părinții până iarna. Părăsind cuibul, puii stau pe ramurile laterale ale arborilor și doar la insistența părinților, zboară de pe o ramură pe alta. Acest comportament de învățătură se repetă câteva zile până când ei zboară independent. Toamna, puietul se alătură cârdurilor formate de păsările necuibăritoare sau stau în grupuri familiale și hoinăresc apropiindu-se spre iarnă de localități, unde se hrănesc cu resturi menajere.

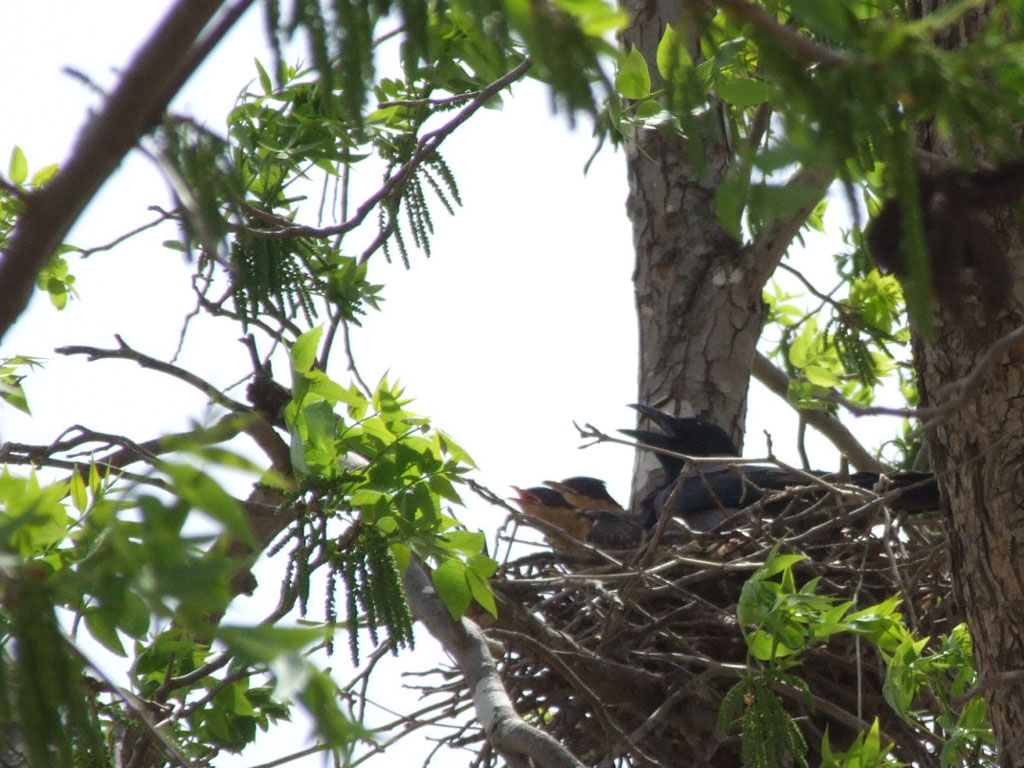
O coțofană crește puii adoptivi ai cucului pestriț (Clamator glandarius), care este o specie parazită la cuib, femela cucului își depune ouăle în cuibul coțofenei și lasă clocitul și crescutul puilor pe seama ei.

Cuiburile sunt parazitate, mai ales în sudul Spaniei, de cucul pestriț (Clamator glandarius), care își depune ouăle în aceste cuiburi; acest parazitism al cuiburilor a avut un impact negativ puternic asupra populațiilor de coțofene. Diferiți răpitori, inclusiv ciorile, jefuiesc puii și ouăle coțofenelor.
Averin și Ganea (1970) într-un studiu realizat de în Republica Moldova au constatat următoarele: coțofana cuibărește în grădini, păduri, plantații tinere, perdele forestiere de protecție a câmpurilor etc. Preferă să-și amplaseze cuibul în copaci și tufe spinoase, de ex., în salcâm, păducel, porumbar, cais, păr sălbatic etc. În grădini coțofana își face cuibul în principal în nuc, păr, prun și mai rar în măr. Dintre cele 120 de cuiburi de coțofene examinate în raionul Dubăsari 24 a fost amplasate în nuc, 23 în salcâm, 18 în părul cultivat, 12 în păducel, 10 în părul sălbatic, 9 în prun, 6 în arțar, 5 în carpen, 5 în porumbar, 4 în măr cultivat, 4 în măr sălbatic. Înălțimea amplasării cuiburilor a variat de la 0,5 la 16 m. Coțofana cuibărește în principal în plantațiile de vârstă mijlocie (18-25 ani) cu subarboret dens. În livezi cuiburile se găsesc și în copaci de 8-10 ani. Construirea cuibului începe de obicei în martie. Pe 5 martie 1960, au fost observate coțofene care aduceau materialul necesar pentru construirea cuibului. Ele au terminat construirea cuibului peste 11 zile. În 1961, ele au început construirea și reparația cuiburilor doar la jumătatea lunii martie.
Durata reproducerii coțofenelor după Averin și Ganea este mult mai mică decât pentru multe alte păsări. Diferența maximă a datelor depunerii ouălor, judecând după 45 de cuiburi, a fost de aproximativ 20-25 de zile. În cel mai devreme cuib construit primul ou a fost depus pe 29 martie (1960), în cel mai târziu pe 29 aprilie (1958). În 1959, în grădinile sovhozului Cotovschi din raionul Bălți, pe 18 mai a fost găsite 7 ponte proaspete. Judecând după timpul și construcția cuibului, acestea au fost probabil ponte de înlocuire, deoarece în trei cuiburi distruse  se găseau 3-4 oua incubate de coțofene, deși partea de sus a cuibului (acoperișul) era absent. Numărul de ouă în cuibul coțofenei, după analiza a 214 de ponte, a fost după cum urmează: în 8 ponte - 3 ouă, în 16 ponte - 4 ouă, în 44 ponte -5 ouă, în 84 ponte - 6 ouă, în 59 ponte - 7 ouă și în 3 ponte - 8 ouă. Durata incubației în Moldova a fost de aproximativ 18 zile, în România, după D. Carussy (1899) 20 de zile, după I. Cătuneanu (1953) 16-18 zile, iar după Șt. Gyurkó și I. Korodi Gál (1957) 17-19 zile.
Apariția în masă a puilor de coțofene în Republica Moldova începe la sfârșitul lui aprilie și continuă până la sfârșitul primei decade a lui mai. Puii sunt foarte mâncăcioși și cresc repede. Puiul coțofenei în prima zi după eclozare este complet golaș și cântărește aproximativ 5 g; cel de două zile 14 g, iar puiul de 15 zile 126 g. Puii devin zburători și părăsesc cuibul după 24-28 de zile de la eclozare. Averin și Ganea au reușit să urmărească frecvența cu care vizitează coțofana cuibul său, care era construit pe un nuc într-o livadă din Soroca; pe 10 mai 1954 în decurs de 16 ore, de la ora 5 până la 21 părinții au venit la cuibul cu 6 pui în vârstă de 6-7 zile de 118 ori. Odată cu creșterea puilor numărul vizitelor cuibului de către adulți scade, dar crește cantitatea de hrană adusă puilor.

## Deplasările sezoniere
Coțofenele sunt în esență sedentare; câteva păsări inelate a fost recuperate la peste 30 km. Cele din nordul Scandinaviei se deplasează spre sud ca urmare a condițiilor meteorologice nefavorabile, în unii ani cârdurile se adună în sudul Suediei și încearcă să treacă marea spre Danemarca (se pare că relativ puțini reușesc, majoritatea se întorc înapoi). Păsările din Finlanda, probabil din nordul îndepărtat, se pot deplasa mai departe decât se presupune, după cum indică mai multe recuperări ale păsărilor inelate la peste 100 km, iar una s-a deplasat la 450 km. În Siberia, populațiile din extremitatea nordică a arealului se deplasează spe sud în timpul condițiilor meteorologice severe, alăturându-se grupurilor de coțofene care sunt atrase spre orașe și așezărilor omenești din zonele rurale deschise.
Fiind în general sedentare, specia nu este predispusă la vagabondaj, dar apariții accidentale a fost raportate în Singapore, Israel, Liban și insulele Scilly (în largul coastelor din sud-vestul extrem al  Angliei).

## Statutul și conservarea

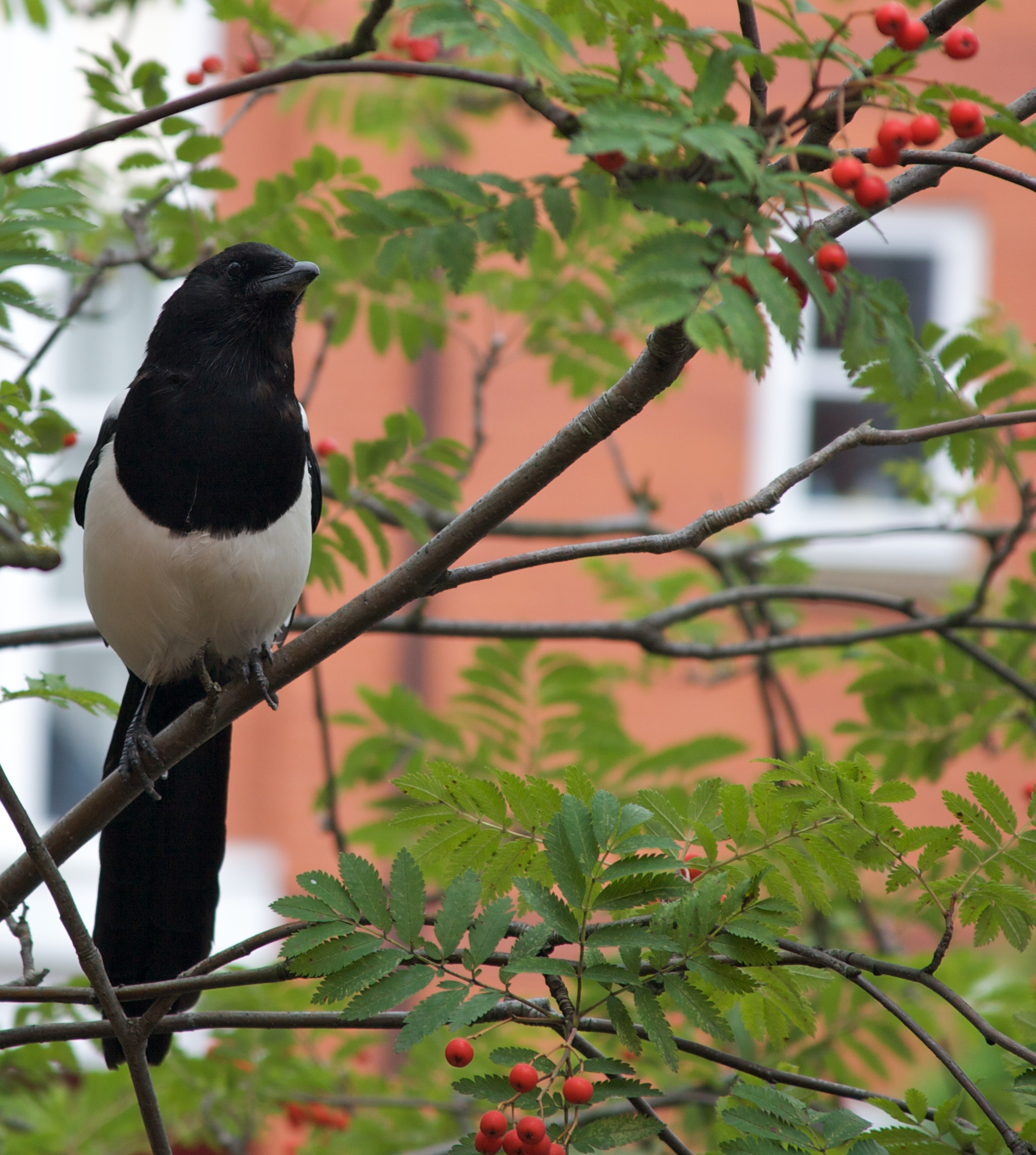
Coțofana cocoțată pe o creangă de sorb dintr-o grădină din Manchester, Marea Britanie.

Specia nu este amenințată cu dispariția la nivel global (Least Concern - LC după criteriile IUCN).
Coțofana este o specie larg răspândită și comună în cea mai mare parte a arealului; în unele locuri foarte numeroasă. În majoritatea țărilor europene se pare că numărul coțofenelor a crescut în ultimele decenii, cea mai vădită fiind creșterea numărului lor în orașele din zonele rurale. În nordul Africii, este larg răspândită, dar numai în Maroc și Algeria și mai puțin în Tunisia. Densitățile sunt adesea mari, cea mai mare densitate fiind de 32 perechi/km2; în habitatul său principal din nordul Angliei densitatea este de 4-16 perechi/km2. În nordul Africii coțofana este răspândită fragmentat, cuiburile fiind la o distanță medie de 264 m unul de celălalt în aceste regiuni fragmentate.
În Europa, populația cuibăritoare este estimată la 7.500.000-19.000,000 perechi cuibăritoare, echivalentul a 22.500.000-57.000.000 indivizi, ceea ce reprezintă mai puțin de jumătate din populația globală a speciei. Cele mai mari efective se regăsesc în Turcia și Rusia, unde se estimează că trăiesc peste 1.000.000 de perechi cuibăritoare. În România populația cuibăritoare este mare și este aproximată la 500.000-1.200.000 de perechi cuibăritoare. În Republica Moldova populația este în creștere, fiind estimată la 15.000-20.000 de perechi cuibăritoare. Estimările populațiilor naționale includ: 10.000-100.000 perechi cuibăritoare în China; 100-100.000 perechi cuibăritoare introduse în Taiwan; 10.000-100.000 perechi cuibăritoare în Coreea; 100-10.000 perechi cuibăritoare (posibil introduse) în Japonia.
În perioada 1970-1990 populația europeană a crescut, dar în următorii ani s-a observat un declin în Franța și Rusia, însă acesta a fost contracarat de mici creșteri ale populațiilor din alte țări, astfel încât, în prezent, trendul general al populației este stabil, fiind  evaluat pe datele provizorii pentru 21 de țări din cadrul Pan-European Common Bird Monitoring Scheme.
Coțofana timp îndelungat a fost persecutată ca un "dăunător" de paznicii de vânătoare și de fermieri, din cauza obiceiurilor ei de a fura ouăle și de a jefui cuiburile, deși gradul de stricăciuni cauzat de această specie populațiilor de păsări din grădini este minim față de cel cauzat de pisicile domestice; de asemenea, obiceiul său de a se hrăni cu ectoparaziți pe vite poate uneori duce la răniri grave ale animalului gazdă. O reducere a activității paznicilor de vânătoare, în special în vestul arealului, începând cu anii 1920, totuși, a permis o creștere constantă a populației de coțofene, care s-a accelerat în anii 1950, deoarece crearea unor grădini mai mari în zonele suburbane și înființarea parcurile urbane au oferit habitate mai sigure față de persecuția umană. Pe o mare parte a arealului său european populația de coțofene este încă în creștere, deoarece zonele urbane și suburbane oferă o hrană ușor de găsit pentru ea prin gunoaie.
A fost observată o creșterea rapidă a populației de coțofene în anii 1970 și 1980 în zonele urbane europene și mai târziu în părțile asiatice ale fostei URSS. Colonizarea de către coțofene a unor noi zone din sud (deșerturi) și din nord (în Cercul Polar de Nord) este strâns asociate cu activitatea economică umană în aceste peisaje atât de inospitaliere. În sud-estul arealului său global, nu au existat înregistrări recente în Laos și probabil că a dispărut complet de aici; a devenit foarte rară în Vietnamul învecinat. Coțofana a fost introdusă din Coreea în insula Kyushu din sud-vestul Japoniei, cu mai mult de 400 de ani în urmă, iar din anii 1990 o nouă populație cuibăritoare de coțofene de origine necunoscută s-a stabilit în sud-vestul insulei Hokkaido din nordul Japoniei și s-a extins în mediul urban.
La fel ca și în cazul altor corvide, cuiburile vechi ale coțofenei sunt folosite de o serie de alte păsări, inclusiv de ciuful de pădure (Asio otus), ulii (Accipiter) și de diferiți șoimi (Falco).
Populațiile cuibăritoare din țările europene după BirdLife International 2015
| Țara                  | Populația estimată (perechi cuibăritoare) | Anul estimării |
| --------------------- | ----------------------------------------- | -------------- |
| Albania               | 6.000-12.000                              | 2002-2012      |
| Andorra               | 20-35                                     | 1999-2001      |
| Armenia               | 150.000-250.000                           | 2002-2012      |
| Austria               | 15.000-20.000                             | 2001-2012      |
| Azerbaidjan           | 50.000-100.000                            | 1996-2000      |
| Bielorusia            | 480.000-500.000                           | 2001-2012      |
| Belgia                | 80.000-130.000                            | 2008-2012      |
| Bosnia și Herțegovina | 50.000-80.000                             | 2010-2014      |
| Bulgaria              | 250.000-350.000                           | 2005-2012      |
| Croația               | 40.000-60.000                             | 2014           |
| Cipru                 | 10.000-40.000                             | 2008-2013      |
| Cehia                 | 60.000-120.000                            | 2012           |
| Danemarca             | 180.000                                   | 2011           |
| Estonia               | 15.000-25.000                             | 2008-2012      |
| Finlanda              | 170.000-190.000                           | 2006-2012      |
| Franța                | 400.000-800.000                           | 2008-2012      |
| Georgia               | Prezentă                                  |                |
| Germania              | 425.000-730.000                           | 2005-2009      |
| Grecia                | 160.000-200.000                           | 2007-2013      |
| Ungaria               | 34.000-86.000                             | 2000-2012      |
| Irlanda               | 239.095-494.093                           | 2006-2011      |
| Italia                | 500.000-1.000.000                         | 2011           |
| Kosovo                | 15.000-25.000                             | 2009-2014      |
| Letonia               | 58.701-106.317                            | 2011           |
| Liechtenstein         | 50-80                                     | 2009-2014      |
| Lituania              | 15.000-30.000                             | 2008-2012      |
| Luxemburg             | 5.000-7.000                               | 2008-2012      |
| Macedonia             | 30.000-60.000                             | 2001-2012      |
| Moldova               | 15.000-20.000                             | 2000-2010      |
| Muntenegru            | 20.000-30.000                             | 2002-2012      |
| Olanda                | 43.553-65.330                             | 2008-2011      |
| Norvegia              | 65.000-100.000                            | 2013           |
| Polonia               | 360.000-410.000                           | 2008-2012      |
| Portugalia            | 100.000-500.000                           | 2008-2012      |
| România               | 500.000-1.200.000                         | 2010-2013      |
| Rusia                 | 1.000.000-3.000.000                       | 2000-2004      |
| Serbia                | 130.000-180.000                           | 2008-2012      |
| Slovacia              | 30.000-60.000                             | 2002           |
| Slovenia              | 9.000-14.500                              | 2002-2012      |
| Spania                | 2.640.000-3.500.000                       | 2004-2006      |
| Suedia                | 151.000-298.000                           | 2008-2012      |
| Elveția               | 30.000-50.000                             | 2008-2012      |
| Turcia                | 900.000-1.800.000                         | 2013           |
| Ucraina               | 285.000-360.000                           | 2000           |
| Marea Britanie        | 600.000                                   | 2009           |
| Uniunea Europeană     | 7.050.000-11.200.000                      |                |
| Europa                | 10.300.000-17.800.000                     |                |

## Coțofana și omul

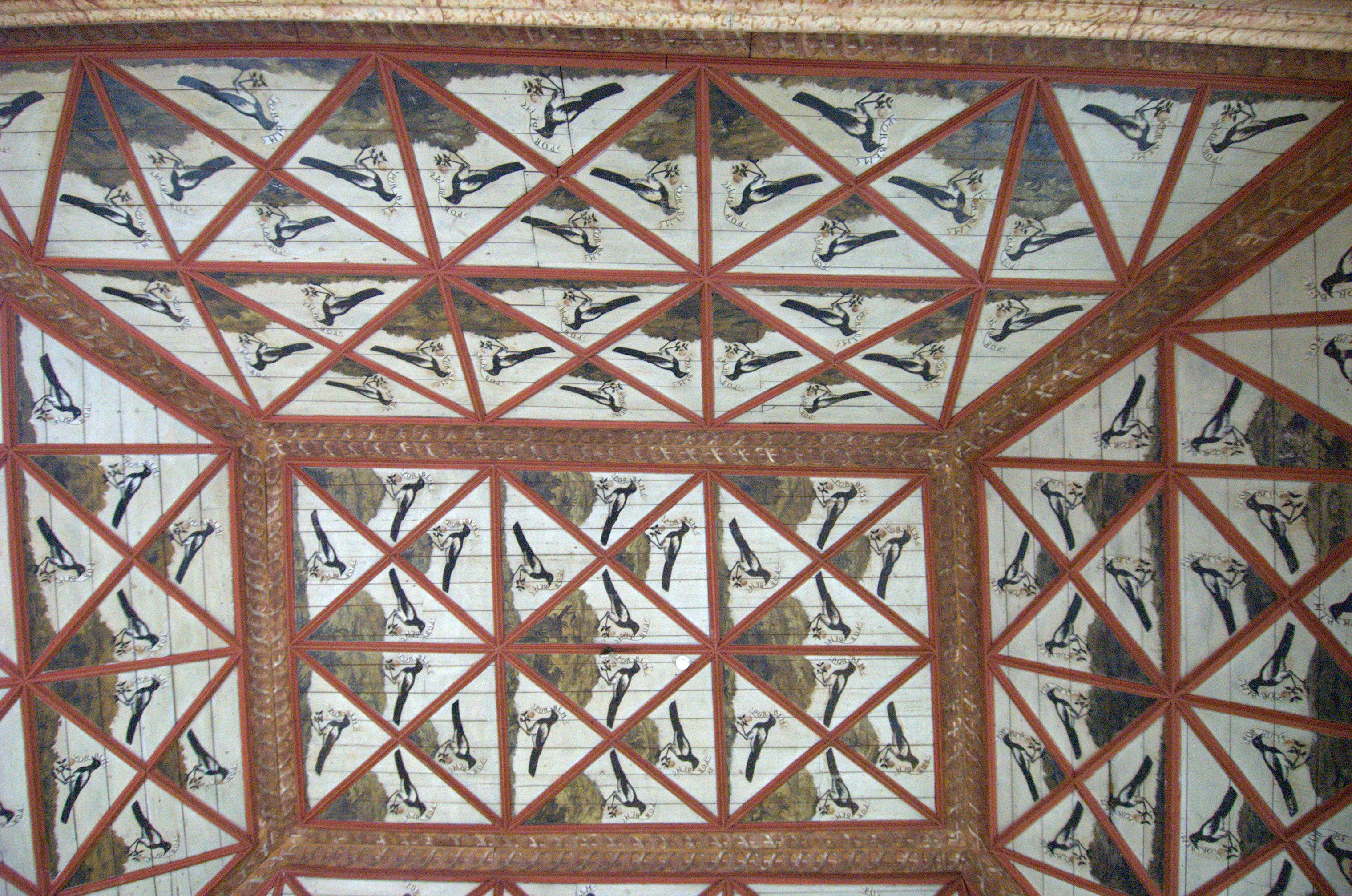
Camera coțofenelor din Palatul din Sintra, pictată pe tavan cu coțofene

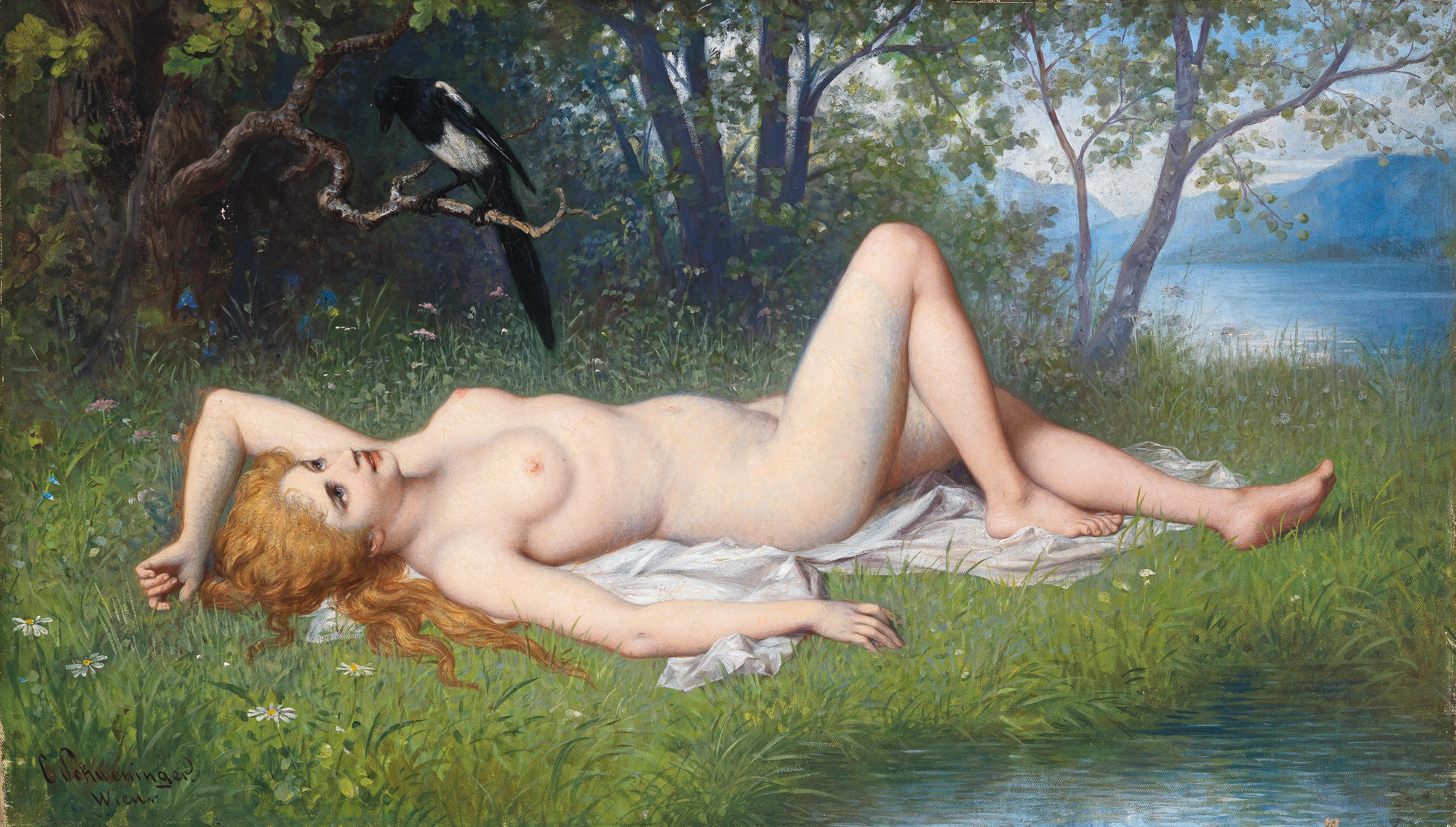
Un tablou de Carl Schweninger der Jüngere. Coțofana este adesea asociată cu o femeie frumoasă

Indienii din câmpiile nord-americane asociau coțofenele cu războiul sau cu moartea, din cauza obiceielor acestor păsări de a se hrăni cu hoituri și care erau adesea văzute pe câmpurile de luptă. Indienii foloseau în mod regulat penele și rămășițele coțofenelor ca ornamente. Simbolismul legat de coțofene și gaițe este, în general, totuși diferit de cel atribuit ciorilor și corbilor. În Portugalia, coțofenele sunt asociate cu oamenii care vorbesc prea mult. Se spune că regele portughez Ioan I al Portugaliei a poruncit oamenilor săi să picteze coțofenele pe tot tavanul unei încăperi de la Palatul din Sintra, pentru a preveni pe cei de la curte să nu bârfească; această cameră poate fi văzută în zilele noastre în excursiile turistice în acest palat și este cunoscută sub numele de "Camera coțofenelor". În fabulele lui La Fontaine (Vulturul și coțofana etc.), coțofana simboliza o ființă frumoasă, dar rea de gură pentru a ilustra faptul că o înfățișare frumoasă poate indica o lipsă de inteligență sau a altor calități atrăgătoare. Gaițele sunt, de asemenea, asociate cu oameni care vorbesc prea mult, și atât ele, cât și coțofenele sunt asociate cu hoția, probabil datorită obiceiurilor lor de a fura ouăle și puii din cuib.

### Coțofana în credințele și expresiile poporului român
În popor coțofana sau țarca este foarte cunoscută și multe credințe și fraze sunt legate de ea. Când sare din par în par, prin fața casei, vestește oaspeți, iar iarna, când se strâng multe la un loc și fac gălăgie, prevestesc viscol.
Coțofana este un epitet pentru o femeie rea și guralivă sau pentru o țigancă.
Țarca este un epitet dat unei persoane (mai ales unui bărbat) care merge iute și săltat sau unei femei limbute.
Expresii legate de coțofană sau țarcă:
- Mâncat de coțofeni pe șale = bubos; jupuit.
- A-i umbla (cuiva) gura ca la (o) țarcă (sau ca la țărci) sau a vorbi ca o țarcă - A vorbi mult și fără rost.
- A sta ca țarca în par - A fi gata de plecare.
- Sare cu țarca din par în par - Se zice despre cineva care n-are astâmpăr.
- Cap de țarcă - Se zice despre un om prost.
- De-a sarca - Numele unui joc de copii, nedefinit mai îndeaproape.
- Coțofanos este un epitet pentru un flecar
- A se coțofăni se folosește figurat despre oameni cu sensurile 1. A se cocoța unde nu merită. 2. A-și da aere. 3. A atrage (prin gesturi) atenția asupra sa. 4. A se rățoi. 5. A se linguși pe lângă cineva. 6. A face mofturi. 7. A se lăsa rugat.

Folcloristul și etnograful român Artur Gorovei a cules o serie credinți și superstiții despre țarca (coțofana):
- Când țarca (coțofana) cântă împrejurul casei, au să-ți vie oaspeți
- Primăvara, înainte de a începe să mergi la vânat, să împuști o țarcă, ca să-ți curăți pușca, și să-ți meargă bine peste an.
- De s-a învățat vreo coțofană de intră în coșar și mănâncă ouăle din cuibul găinelor, să înfigi o secere în fața coșărei, cu vârful în afară, că nu va mai da coțofana pe acolo.
- Când pui țarcă împușcată în gard, caii nu se îmbolnăvesc.
- Țarca dacă o frigi și o mănânci, curăță stomacul de venin, și-i bun de leac pentru cei oftigoși.